# Paris-Nice 2020
Le Paris-Nice 2020 est la 78e édition de cette course cycliste sur route masculine. La compétition a lieu du 8 au 14 mars 2020 en France, entre Plaisir et Valdeblore. La course devait se conclure à Nice le 15 mars, mais la dernière étape est annulée à cause de l'épidémie de Covid-19. C'est la cinquième épreuve de l'UCI World Tour 2020, le calendrier le plus important du cyclisme sur route.
Vainqueur de la première étape, Maximilian Schachmann (Bora-Hansgrohe) est en tête du classement général du premier au dernier jour. Il devance au classement général final Tiesj Benoot (Sunweb), vainqueur du classement par points, et Sergio Higuita (EF Pro Cycling), qui s'adjuge le classement du meilleur jeune. Nicolas Edet (Cofidis) repart, quant à lui, avec le classement de la montagne. En plus de Benoot, la formation Sunweb place Søren Kragh Andersen, vainqueur du contre-la-montre à Saint-Amand-Montrond, dans le top 10 du classement général. Sunweb termine ainsi en tête du classement par équipes.

## Présentation

### Parcours
Comme c'est le cas depuis 2010, la Course au soleil part des Yvelines. Tracée autour de Plaisir, l'étape inaugurale est favorable aux puncheurs. Après deux étapes de plaine (reliant Chevreuse à Châlette-sur-Loing et Châlette-sur-Loing à La Châtre), les organisateurs ont programmé un contre-la-montre individuel de 15,1 km autour de Saint-Amand-Montrond. S'ensuit une étape de plaine entre Gannat et La Côte Saint-André puis une étape accidentée, avec six ascensions répertoriées, de Sorgues à Apt. Le week-end final prévu est montagneux. Le samedi, le col de la Colmiane sert de seule arrivée en altitude pour cette édition. Ce col figure sur le parcours pour la troisième fois en quatre ans et sert d'arrivée pour la seconde fois, après 2018.
Comme bien souvent, le dernier acte est court (113,5 km), difficile et tracé autour de Nice. Le col d'Èze sera en revanche absent du parcours,. Cette dernière étape n'aura finalement pas lieu à cause de la pandémie de Covid-19 qui planait déjà au-dessus du peloton avant même que la course ne débute.

### Équipes
En tant qu'épreuve World Tour, les 19 équipes World Tour participent automatiquement à la course. En terminant meilleure formation de deuxième division, l'équipe Total Direct Energie a le droit, sans obligation, de prendre part à toutes les manches du calendrier World Tour. En l’occurrence, la formation a décidé de prendre part à Paris-Nice. Par ailleurs, ASO a convié les équipes françaises Arkéa-Samsic et Nippo Delko One Provence, qui étaient déjà présentes sur la dernière édition, à participer une nouvelle fois.
Du fait de l'épidémie de coronavirus, sept équipes World Tour ont renoncé à prendre le départ : Astana, UAE Emirates, CCC, Jumbo-Visma, Mitchelton Scott, Movistar et Ineos. Cette dernière a également évoqué le décès brutal de son directeur sportif Nicolas Portal quelques jours avant le départ. En compensation, les équipes B&B Hotels-Vital Concept et Circus-Wanty Gobert sont invités trois jours avant le départ. Exceptionnellement, les formations doivent aligner huit coureurs au lieu de sept. Finalement, ce sont 17 formations qui prendront part à la course.
| WorldTeams (12)- AG2R La Mondiale - Bahrain McLaren - Bora-Hansgrohe - Cofidis - Deceuninck-Quick Step - EF Pro Cycling - Groupama-FDJ - Israel Start-Up Nation - Lotto Soudal - NTT Pro Cycling - Team Sunweb - Trek-Segafredo ProTeams (5)- Total Direct Énergie - Arkéa-Samsic - Nippo Delko One Provence - B&B Hotels-Vital Concept p/b KTM - Circus-Wanty Gobert |
| |

### Favoris et principaux participants
Du fait de l'absence de l'équipe Ineos, Nairo Quintana (Arkéa-Samsic) est le seul membre du podium de l'édition précédente à prendre le départ de la course. Auteur d'un début de saison réussi, avec de larges victoires sur les pentes du Mont Ventoux et du Col d'Èze, il est un des grands favoris de l'épreuve. Richie Porte (Trek-Segafredo) est le seul coureur présent à avoir déjà remporté Paris-Nice, en 2013 et 2015. Vainqueur en début de saison du Tour Down Under, il forme un duo redoutable avec Vincenzo Nibali. Les principaux leaders français, Thibaut Pinot (Groupama-FDJ), Romain Bardet (AG2R La Mondiale) et Julian Alaphilippe                   (Deceuninck-Quick Step), sont aussi candidats à la victoire finale. Sergio Higuita (EF Pro Cycling), Dylan Teuns (Bahrain-McLaren), Patrick Konrad, Felix Großschartner (Bora-Hansgrohe), Guillaume Martin (Cofidis) et Tiesj Benoot (Sunweb) sont aussi cités comme des favoris,,.
Au niveau des sprinteurs présents, Michael Matthews (Sunweb), Sam Bennett (Deceuninck-Quick Step), le champion d'Europe Elia Viviani (Cofidis), Caleb Ewan (Lotto Soudal), Peter Sagan et Pascal Ackermann (Bora Hansgrohe) sont les principales chances de victoires. Nacer Bouhanni (Arkéa-Samsic), Bryan Coquard (B&B-Vital Concept), John Degenkolb (Lotto-Soudal), Giacomo Nizzolo (NTT), Rudy Barbier (Israel Start-Up Nation) et Marc Sarreau (Groupama-FDJ) sont aussi du départ.
Plusieurs puncheurs et spécialistes des classiques prennent le départ de l'épreuve. On retrouve notamment Philippe Gilbert (Lotto-Soudal), Benoit Cosnefroy, Oliver Naesen (AG2R La Mondiale), Lilian Calmejane, Niki Terpstra (Total-Direct Energie), le champion du monde Mads Pedersen (Trek-Segafredo), Alberto Bettiol (EF Pro Cycling), Nils Politt (Israel Start-Up Nation), Bob Jungels et Zdeněk Štybar (Deceuninck-Quick Step).

### Primes
La course attribue les prix suivants. Tous les montants sont en euros.
| Position                     | Position                    | 1er   | 2e    | 3e    | 4e    | 5e    | 6e    | 7e    | 8e    | 9e    | 10e-20e | Total   | Total   |
| Classement général           | Classement général          | 16000 | 8000  | 4000  | 2000  | 1600  | 1200  | 1200  | 800   | 800   | 400     | 40 000  | 40 000  |
| Par étape                    | Par étape                   | 4000  | 2000  | 1000  | 500   | 400   | 300   | 300   | 200   | 200   | 100     | 10 000  | 10 000  |
| Classement par points        | Sprints intermédiaires (14) | 100   | 75    | 25    |       |       |       |       |       |       |         | 2800    | 7000    |
| Classement par points        | Classement final            | 2000  | 1000  | 800   | 400   |       |       |       |       |       |         | 4200    | 7000    |
| Classement de la montagne    | Cols et côtes (25)          | 100   | 75    | 25    |       |       |       |       |       |       |         | 5000    | 9200    |
| Classement de la montagne    | Classement final            | 2000  | 1000  | 800   | 400   |       |       |       |       |       |         | 4200    | 9200    |
| Classement du meilleur jeune | Etapes                      | 150   |       |       |       |       |       |       |       |       |         | 1200    | 2000    |
| Classement du meilleur jeune | Classement final            | 800   |       |       |       |       |       |       |       |       |         | 800     | 2000    |
| Classement par équipes       | Etapes                      | 300   |       |       |       |       |       |       |       |       |         | 2400    | 3600    |
| Classement par équipes       | Classement final            | 1200  |       |       |       |       |       |       |       |       |         | 1200    | 3600    |
| Total                        | Total                       | Total | Total | Total | Total | Total | Total | Total | Total | Total | Total   | 141 800 | 141 800 |

## Étapes
Initialement prévue le dimanche 15 mars sur 113,5 km autour de Nice, la dernière étape est annulée à cause de l'épidémie de COVID-19.
| Étape     | Date    | Villes étapes                               | type                        | Distance (km) | Vainqueur d'étape     | Leader du classement général |
| --------- | ------- | ------------------------------------------- | --------------------------- | ------------- | --------------------- | ---------------------------- |
| 1re étape | 8 mars  | Plaisir – Plaisir                           | étape vallonnée             | 154           | Maximilian Schachmann | Maximilian Schachmann        |
| 2e étape  | 9 mars  | Chevreuse – Châlette-sur-Loing              | étape de plaine             | 166,5         | Giacomo Nizzolo       | Maximilian Schachmann        |
| 3e étape  | 10 mars | Châlette-sur-Loing – La Châtre              | étape de plaine             | 212,5         | Iván García Cortina   | Maximilian Schachmann        |
| 4e étape  | 11 mars | Saint-Amand-Montrond – Saint-Amand-Montrond | contre-la-montre individuel | 15,1          | Søren Kragh Andersen  | Maximilian Schachmann        |
| 5e étape  | 12 mars | Gannat – La Côte-Saint-André                | étape de plaine             | 227           | Niccolò Bonifazio     | Maximilian Schachmann        |
| 6e étape  | 13 mars | Sorgues – Apt                               | étape de moyenne montagne   | 160,5         | Tiesj Benoot          | Maximilian Schachmann        |
| 7e étape  | 14 mars | Nice – Valdeblore                           | étape de montagne           | 166,5         | Nairo Quintana        | Maximilian Schachmann        |
| 8e étape  | 15 mars | Nice – Nice                                 | étape de montagne           | 113,5         | annulation de l'étape | annulation de l'étape        |

## Déroulement de la course

### 1reétape
L'épreuve débute par une étape vallonnée de 154 km, débutant et se terminant à Plaisir, dans les Yvelines. Le début d'étape est marqué par la côte des Mesnuls (1,2 km à 5,7 %), classée en 3e catégorie et dont le sommet est placé au km 9. Peu après la mi-course, les coureurs grimpent la côte de Neauphle-le-Château (1,4 km à 7,8 %), classée, elle aussi, en 3e catégorie et dont le sommet est situé au km 82. Trois temps forts jalonnent le dernier quart de l'étape : deux sprints intermédiaires (km 124 et 136,5), dont le premier est placé en haut d'une bosse, et une seconde ascension de la côte de Neauphle-le-Château, dont le sommet est au km 149,5, soit à 5,5 km de l'arrivée.
Romain Combaud (Nippo Delko One Provence) s'échappe après un kilomètre de course, rejoint 2 km plus loin par Jonathan Hivert (Total-Direct Energie). Hivert passe en tête au sommet de la côte des Mesnuls, tandis que son coéquipier Dries Van Gestel s'empare de la 3e place devant le reste du peloton, 2 minutes après les hommes de tête. Le duo continue d'accentuer son avance, l'écart avec le peloton grimpe jusqu'à 5 minutes 45 au km 23. La formation Deceuninck-Quick Step enclenche alors la poursuite.
Alors que l'avance de l'échappée n'est plus que de 2 minutes 40, le peloton explose au km 40 en trois parties, sous l'effet du vent et de l'accélération des équipes Deceuninck-Quick Step et Circus-Wanty Gobert. La 3e partie du peloton comprend une trentaine de coureurs, notamment Richie Porte (Trek-Segafredo), Pierre Latour (AG2R La Mondiale), Thomas De Gendt (Lotto-Soudal) et Guillaume Martin (Cofidis). Les hommes de tête n'ont plus que 1 minute 30 d'avance sur le premier peloton au km 46. Tandis que les deux premières parties du peloton vont se reformer, l'avance des échappés va chuter à 30 secondes. Le groupe Porte parvient à recoller sur le peloton au km 59. L'avance des hommes de tête va ensuite repasser au-dessus de la minute. L'écart va de nouveau chuter sous l'impulsion de l'équipe NTT Pro Cycling, les échappés sont repris au km 75. Jonathan Hivert s'assure du port du maillot à pois en prenant la 1re place au sommet de la côte de Neauphle-le-Château, devant Dries Van Gestel et Pierre Barbier (Nippo Delko One Provence). Hivert poursuit son effort, mais il est repris 2 km plus loin.
Les formations Sunweb, AG2R La Mondiale et Groupama-FDJ sont ensuite les plus actives en tête de peloton, des cassures apparaissent. Alors que les Sunweb mettent un nouveau coup d'accélérateur, le champion de France Warren Barguil (Arkéa-Samsic) et Romain Bardet (AG2R La Mondiale) chutent dans un rond-point, au km 91. Si Bardet repart rapidement, ce n'est pas le cas de Barguil. Sous l'effet conjugué du vent, de l'accélération des Sunweb et de la chute, 16 coureurs s'isolent en tête de la course : Nairo Quintana, Connor Swift (Arkéa-Samsic), Olivier Le Gac, Rudy Molard (Groupama-FDJ), Felix Großschartner, le champion d'Autriche Patrick Konrad (Bora-Hansgrohe), Julian Alaphilippe, Kasper Asgreen, Zdeněk Štybar (Deceuninck-Quick Step), Cyril Lemoine (Cofidis), Nikias Arndt, Tiesj Benoot, Cees Bol, Søren Kragh Andersen (Sunweb), Krists Neilands (Israel Start-Up Nation) et Quentin Pacher (B&B Hotels-Vital Concept). À 53 km de l'arrivée, le groupe de tête possède 23 secondes d'avance sur le 2e groupe, emmené par les Bahrain-McLaren. Le groupe Bardet est pointé à 1 minute de la tête de course, le groupe Barguil à 5 minutes. Guillaume Martin et Richie Porte sont aussi piégés en compagnie de Romain Bardet. La formation EF Pro Cycling va prendre les commandes du peloton à plus de 47 km de l'arrivée, ce groupe va se scinder en deux un peu plus loin, piégeant ainsi des sprinteurs comme Pascal Ackermann (Bora-Hansgrohe), le champion d'Europe Elia Viviani (Cofidis), Caleb Ewan (Lotto-Soudal), Nacer Bouhanni (Arkéa-Samsic) ou le champion d'Irlande Sam Bennett (Deceuninck-Quick Step). À 40 km du but, le groupe de tête possède 22 secondes d'avance sur le 2e groupe, 45 secondes sur le 3e groupe et 1 minute 40 sur le groupe Bardet. Le groupe de tête aborde la bosse vers le premier sprint intermédiaire avec 18 secondes d'avance sur le groupe de chasse, 1 minute 30 sur le groupe des principaux sprinteurs et 1 minute 45 sur le groupe Bardet.
Tiesj Benoot démarre à 400 mètres de la ligne, suivi par Julian Alaphilippe. Alaphilippe passe en tête, tandis que Molard prend la 3e place. Le duo poursuit son effort et creuse le trou sur le groupe des poursuivants, qui est repris par le premier peloton. L'écart est de 30 secondes à 26,3 km de l'arrivée. Mads Würtz Schmidt (Israel Start-Up Nation) tente alors de sortir du peloton, en vain. Le groupe Bardet va ensuite rejoindre le groupe Viviani. Les hommes de tête ont 38 secondes d'avance à 39 km du but et 2 minutes sur le groupe Bardet. L'équipe Bora-Hansgrohe participe à la poursuite un peu plus loin. Alaphilippe remporte le second sprint intermédiaire, Peio Bilbao (Bahrain-McLaren) prend la 3e place, 33 secondes après le duo. Après s'être stabilisé autour des 30 secondes, l'écart entre les deux attaquants et le peloton grimpe à 42 secondes à 12 km de l'arrivée, puis l'équipe Lotto-Soudal prend part à la poursuite.
Le duo de tête aborde la côte de Neauphle-le-Château avec une vingtaine de secondes d'avance sur le peloton. Le champion du Luxembourg Bob Jungels (Deceuninck-Quick Step) est distancé sur une crevaison. Dylan Teuns (Bahrain-McLaren) attaque dans la partie pavée, suivi par le champion d'Allemagne Maximilian Schachmann (Bora-Hansgrohe). Benoot passe en tête au sommet, Teuns prend la 3e place quelques secondes plus tard. Le duo de chasse rejoint la tête de course à 2,3 km de la ligne, Schachmann contre, sans succès. Benoot attaque à la flamme rouge et creuse un petit trou. Alaphilippe fait l'effort quelques hectomètres plus loin, puis Teuns lance le sprint. Le champion d'Allemagne le dépasse dans les 100 derniers mètres et remporte l'étape, juste devant Teuns et Benoot, Alaphilippe termine à 3 secondes. À 15 secondes du vainqueur, Cees Bol (Sunweb) règle le sprint du premier peloton, composé de 25 coureurs. Le champion d'Autriche finit à 48 secondes, le champion du Luxembourg à 2 minutes. Le groupe Bardet concède 2 minutes 42. Warren Barguil franchit la ligne avec près d'un quart d'heure de retard. Il est disqualifié pour une « prise de sillage du véhicule du directeur sportif de l'équipe », à la suite de sa chute. Schachmann s'empare ainsi des maillots jaune et vert, avec 2 secondes d'avance sur Tiesj Benoot et 4 sur Dylan Teuns. 5e du classement avec 25 secondes de retard, Cees Bol prend la tête du classement du meilleur jeune.
| \| Classement de l'étape \| Classement de l'étape \| Classement de l'étape \| Classement de l'étape \| Classement de l'étape \| \| Coureur \| Coureur \| Pays \| Équipe \| Temps \| \| --------------------- \| --------------------- \| --------------------- \| ---------------------- \| --------------------- \| \| 1er \| Maximilian Schachmann \| Allemagne \| Bora-Hansgrohe \| 3 h 32 min 19 s \| \| 2e \| Dylan Teuns \| Belgique \| Bahrain McLaren \| + 0 s \| \| 3e \| Tiesj Benoot \| Belgique \| Team Sunweb \| + 0 s \| \| 4e \| Julian Alaphilippe \| France \| Deceuninck-Quick Step \| + 3 s \| \| 5e \| Cees Bol \| Pays-Bas \| Team Sunweb \| + 15 s \| \| 6e \| Nils Politt \| Allemagne \| Israel Start-Up Nation \| + 15 s \| \| 7e \| Giacomo Nizzolo \| Italie \| NTT Pro Cycling \| + 15 s \| \| 8e \| Sergio Higuita \| Colombie \| EF Pro Cycling \| + 15 s \| \| 9e \| Felix Großschartner \| Autriche \| Bora-Hansgrohe \| + 15 s \| \| 10e \| Yves Lampaert \| Belgique \| Deceuninck-Quick Step \| + 15 s \| |                       |           |                        |                 |
| |                       |           |                        |                 |
| Source : ProCyclingStats |                       |           |                        |                 |
| Classement de l'étape |                       |           |                        |                 |
| Coureur | Coureur               | Pays      | Équipe                 | Temps           |
| 1er | Maximilian Schachmann | Allemagne | Bora-Hansgrohe         | 3 h 32 min 19 s |
| 2e | Dylan Teuns           | Belgique  | Bahrain McLaren        | + 0 s           |
| 3e | Tiesj Benoot          | Belgique  | Team Sunweb            | + 0 s           |
| 4e | Julian Alaphilippe    | France    | Deceuninck-Quick Step  | + 3 s           |
| 5e | Cees Bol              | Pays-Bas  | Team Sunweb            | + 15 s          |
| 6e | Nils Politt           | Allemagne | Israel Start-Up Nation | + 15 s          |
| 7e | Giacomo Nizzolo       | Italie    | NTT Pro Cycling        | + 15 s          |
| 8e | Sergio Higuita        | Colombie  | EF Pro Cycling         | + 15 s          |
| 9e | Felix Großschartner   | Autriche  | Bora-Hansgrohe         | + 15 s          |
| 10e | Yves Lampaert         | Belgique  | Deceuninck-Quick Step  | + 15 s          |

| \| Classement général \| Classement général \| Classement général \| Classement général \| Classement général \| \| Coureur \| Coureur \| Pays \| Équipe \| Temps \| \| ------------------ \| --------------------- \| ------------------ \| ---------------------- \| ------------------ \| \| 1er \| Maximilian Schachmann \| Allemagne \| Bora-Hansgrohe \| 3 h 32 min 09 s \| \| 2e \| Tiesj Benoot \| Belgique \| Team Sunweb \| + 2 s \| \| 3e \| Dylan Teuns \| Belgique \| Bahrain McLaren \| + 4 s \| \| 4e \| Julian Alaphilippe \| France \| Deceuninck-Quick Step \| + 7 s \| \| 5e \| Pello Bilbao \| Espagne \| Bahrain McLaren \| + 24 s \| \| 6e \| Rudy Molard \| France \| Groupama-FDJ \| + 24 s \| \| 7e \| Cees Bol \| Pays-Bas \| Team Sunweb \| + 25 s \| \| 8e \| Nils Politt \| Allemagne \| Israel Start-Up Nation \| + 25 s \| \| 9e \| Giacomo Nizzolo \| Italie \| NTT Pro Cycling \| + 25 s \| \| 10e \| Sergio Higuita \| Colombie \| EF Pro Cycling \| + 25 s \| |                       |           |                        |                 |
| |                       |           |                        |                 |
| Source : ProCyclingStats |                       |           |                        |                 |
| Classement général |                       |           |                        |                 |
| Coureur | Coureur               | Pays      | Équipe                 | Temps           |
| 1er | Maximilian Schachmann | Allemagne | Bora-Hansgrohe         | 3 h 32 min 09 s |
| 2e | Tiesj Benoot          | Belgique  | Team Sunweb            | + 2 s           |
| 3e | Dylan Teuns           | Belgique  | Bahrain McLaren        | + 4 s           |
| 4e | Julian Alaphilippe    | France    | Deceuninck-Quick Step  | + 7 s           |
| 5e | Pello Bilbao          | Espagne   | Bahrain McLaren        | + 24 s          |
| 6e | Rudy Molard           | France    | Groupama-FDJ           | + 24 s          |
| 7e | Cees Bol              | Pays-Bas  | Team Sunweb            | + 25 s          |
| 8e | Nils Politt           | Allemagne | Israel Start-Up Nation | + 25 s          |
| 9e | Giacomo Nizzolo       | Italie    | NTT Pro Cycling        | + 25 s          |
| 10e | Sergio Higuita        | Colombie  | EF Pro Cycling         | + 25 s          |

### 2eétape
Les 20 premiers kilomètres sont plutôt descendants, les 30 suivants sont vallonnés. Les deux premières montées sont la côte des Loges (1,4 km à 5 %), classée en 3e catégorie et dont le sommet est au km 22.5, et une montée vers le premier sprint intermédiaire (km 27,5). Les coureurs roulent ensuite à travers les plaines beauceronnes. Ils doivent tout de même grimper deux nouvelles ascensions de 3e catégorie : la côte de Bouville (1,4 km à 4,4 %), dont le sommet est placé au km 65.5, et la côte du Pressoir (1,1 km à 5,9 %), dont le sommet est situé au km 74. Le second sprint intermédiaire est programmé au km 116. L'arrivée est jugée à Châlette-sur-Loing, après 166,5 km de course depuis Chevreuse, à travers les Yvelines, l'Essonne, la Seine-et-Marne et le Loiret.
Le maillot à pois Jonathan Hivert (Total-Direct Energie) et José Manuel Díaz (Nippo Delko One Provence) s'échappent dès le premier kilomètre. Le duo creuse rapidement un écart important. Hivert passe en tête au sommet de la côte des Loges, avec 2 minutes 25 secondes d'avance sur Nico Denz (Sunweb) et le reste du peloton. Díaz remporte le premier sprint intermédiaire. Iván García (Bahrain-McLaren) prend la 3e place, deux minutes plus tard. L'avance du duo de tête va monter jusqu'à 3 minutes 10, au km 40. L'équipe Bora-Hansgrohe va alors enclencher la poursuite.
Le maillot à pois franchit en tête les deux dernières côtes de la journée, le champion de Slovaquie Juraj Sagan (Bora-Hansgrohe) prend la 3e place, avec environ 1 minute 45 de retard. L'échappée n'a plus que 1 minute 25 d'avance à 77 km de l'arrivée, puis 27 secondes à 65 km du but. Le duo de tête est repris à 61,8 km de l'arrivée. Le rythme du peloton est soutenu, une trentaine de coureurs vont se faire piéger dans une bordure. Richie Porte (Trek-Segafredo), Benoit Cosnefroy (AG2R La Mondiale), Niki Terpstra (Total-Direct Energie) et Yves Lampaert (Deceuninck-Quick Step) font partie des éléments distancés. Le peloton va néanmoins se reformer rapidement. Bien emmené par son équipe, le maillot jaune Maximilian Schachmann (Bora-Hansgrohe) remporte le second sprint intermédiaire, devant le champion de Colombie Sergio Higuita (EF Pro Cycling) et son coéquipier Peter Sagan. Les Groupama-FDJ tentent de provoquer une bordure à l'abord des 40 derniers kilomètres, sans succès.
Le peloton se scinde en trois groupes à 32,3 km de l'arrivée. Richie Porte fait encore partie des coureurs du 3e groupe. La 2e partie du peloton va rapidement recoller sur le groupe de tête. Le porteur du maillot vert Julian Alaphilippe (Deceuninck-Quick Step) est victime d'une crevaison à 29,8 km du but. Nairo Quintana (Arkéa-Samsic) chute à 25,5 km de l'arrivée et se retrouve ensuite dans le même groupe qu'Alaphilippe. La chute va également scinder le peloton en deux. Dans la première partie, menée par les Trek-Segafredo, on retrouve 35 éléments. Tiesj Benoot (Sunweb) et Dylan Teuns (Bahrain-McLaren), respectivement 2e et 3e du classement général, figurent dans le 2e groupe. Ce groupe est emmené par l'équipe Sunweb. À 20 km de l'arrivée, le groupe maillot jaune possède 20 secondes d'avance sur le 2e groupe et 1 minute 10 sur le groupe maillot vert. Cinq kilomètres plus loin, le groupe maillot jaune a 35 secondes d'avance sur le groupe de chasse et 1 minute 30 sur le groupe Quintana.
Le champion du monde Mads Pedersen (Trek-Segafredo) tente un coup de force à 11,5 km de l'arrivée, avec le maillot jaune et Peter Sagan dans sa roue. Le trio est vite rejoint par Vincenzo Nibali, Jasper Stuyven (Trek-Segafredo), Pascal Ackermann, Felix Großschartner (Bora-Hansgrohe), Giacomo Nizzolo (NTT), Nils Politt, Krists Neilands, Mads Würtz Schmidt (Israel Start-Up Nation) et le champion de Colombie. L'écart entre les deux premiers groupes est de 15 secondes à 6,5 km de la fin. Großschartner attaque à 2,8 km de la ligne, Nibali ramène le reste du groupe, tandis que le champion du monde est distancé. Bien emmené par Peter Sagan, Pascal Ackermann lance le sprint, mais Giacomo Nizzolo le dépasse dans les 100 derniers mètres. Il remporte l'étape devant Ackerman et Stuyven. Une cassure se produit durant le sprint : Nibali, Schachmann, Großschartner, Neilands et Sagan concèdent 3 secondes au reste du groupe. Le groupe Pinot termine à 18 secondes, le groupe Benoot-Teuns à 36 secondes et le groupe maillot vert à 1 minutes 25 secondes. Schachmann conforte ainsi ses maillots jaune et vert. Il devance au classement général Giacomo Nizzolo de 15 secondes et Jasper Stuyven de 21 secondes. Désormais 4e à 23 secondes de Schachman, Higuita s'empare du maillot blanc.
| \| Classement de l'étape \| Classement de l'étape \| Classement de l'étape \| Classement de l'étape \| Classement de l'étape \| \| Coureur \| Coureur \| Pays \| Équipe \| Temps \| \| --------------------- \| --------------------- \| --------------------- \| ---------------------- \| --------------------- \| \| 1er \| Giacomo Nizzolo \| Italie \| NTT Pro Cycling \| 3 h 49 min 57 s \| \| 2e \| Pascal Ackermann \| Allemagne \| Bora-Hansgrohe \| + 0 s \| \| 3e \| Jasper Stuyven \| Belgique \| Trek-Segafredo \| + 0 s \| \| 4e \| Nils Politt \| Allemagne \| Israel Start-Up Nation \| + 0 s \| \| 5e \| Sergio Higuita \| Colombie \| EF Pro Cycling \| + 0 s \| \| 6e \| Mads Würtz Schmidt \| Danemark \| Israel Start-Up Nation \| + 0 s \| \| 7e \| Vincenzo Nibali \| Italie \| Trek-Segafredo \| + 3 s \| \| 8e \| Maximilian Schachmann \| Allemagne \| Bora-Hansgrohe \| + 3 s \| \| 9e \| Felix Großschartner \| Autriche \| Bora-Hansgrohe \| + 3 s \| \| 10e \| Krists Neilands \| Lettonie \| Israel Start-Up Nation \| + 3 s \| |                       |           |                        |                 |
| |                       |           |                        |                 |
| Source : ProCyclingStats |                       |           |                        |                 |
| Classement de l'étape |                       |           |                        |                 |
| Coureur | Coureur               | Pays      | Équipe                 | Temps           |
| 1er | Giacomo Nizzolo       | Italie    | NTT Pro Cycling        | 3 h 49 min 57 s |
| 2e | Pascal Ackermann      | Allemagne | Bora-Hansgrohe         | + 0 s           |
| 3e | Jasper Stuyven        | Belgique  | Trek-Segafredo         | + 0 s           |
| 4e | Nils Politt           | Allemagne | Israel Start-Up Nation | + 0 s           |
| 5e | Sergio Higuita        | Colombie  | EF Pro Cycling         | + 0 s           |
| 6e | Mads Würtz Schmidt    | Danemark  | Israel Start-Up Nation | + 0 s           |
| 7e | Vincenzo Nibali       | Italie    | Trek-Segafredo         | + 3 s           |
| 8e | Maximilian Schachmann | Allemagne | Bora-Hansgrohe         | + 3 s           |
| 9e | Felix Großschartner   | Autriche  | Bora-Hansgrohe         | + 3 s           |
| 10e | Krists Neilands       | Lettonie  | Israel Start-Up Nation | + 3 s           |

| \| Classement général \| Classement général \| Classement général \| Classement général \| Classement général \| \| Coureur \| Coureur \| Pays \| Équipe \| Temps \| \| ------------------ \| --------------------- \| ------------------ \| ---------------------- \| ------------------ \| \| 1er \| Maximilian Schachmann \| Allemagne \| Bora-Hansgrohe \| 7 h 22 min 06 s \| \| 2e \| Giacomo Nizzolo \| Italie \| NTT Pro Cycling \| + 15 s \| \| 3e \| Jasper Stuyven \| Belgique \| Trek-Segafredo \| + 21 s \| \| 4e \| Sergio Higuita \| Colombie \| EF Pro Cycling \| + 23 s \| \| 5e \| Nils Politt \| Allemagne \| Israel Start-Up Nation \| + 25 s \| \| 6e \| Mads Würtz Schmidt \| Danemark \| Israel Start-Up Nation \| + 25 s \| \| 7e \| Felix Großschartner \| Autriche \| Bora-Hansgrohe \| + 28 s \| \| 8e \| Krists Neilands \| Lettonie \| Israel Start-Up Nation \| + 28 s \| \| 9e \| Vincenzo Nibali \| Italie \| Trek-Segafredo \| + 28 s \| \| 10e \| Tiesj Benoot \| Belgique \| Team Sunweb \| + 38 s \| |                       |           |                        |                 |
| |                       |           |                        |                 |
| Source : ProCyclingStats |                       |           |                        |                 |
| Classement général |                       |           |                        |                 |
| Coureur | Coureur               | Pays      | Équipe                 | Temps           |
| 1er | Maximilian Schachmann | Allemagne | Bora-Hansgrohe         | 7 h 22 min 06 s |
| 2e | Giacomo Nizzolo       | Italie    | NTT Pro Cycling        | + 15 s          |
| 3e | Jasper Stuyven        | Belgique  | Trek-Segafredo         | + 21 s          |
| 4e | Sergio Higuita        | Colombie  | EF Pro Cycling         | + 23 s          |
| 5e | Nils Politt           | Allemagne | Israel Start-Up Nation | + 25 s          |
| 6e | Mads Würtz Schmidt    | Danemark  | Israel Start-Up Nation | + 25 s          |
| 7e | Felix Großschartner   | Autriche  | Bora-Hansgrohe         | + 28 s          |
| 8e | Krists Neilands       | Lettonie  | Israel Start-Up Nation | + 28 s          |
| 9e | Vincenzo Nibali       | Italie    | Trek-Segafredo         | + 28 s          |
| 10e | Tiesj Benoot          | Belgique  | Team Sunweb            | + 38 s          |

### 3eétape
Les 60 premiers kilomètres sont plats, en passant notamment par le premier sprint intermédiaire (km 20). S'ensuit une séquence vallonnée, pendant environ 55 km, avec notamment la côte de la Chapelotte (2,8 km à 4,6 %), classée en 3e catégorie et dont le sommet est situé au km 88. Le second sprint intermédiaire (km 193,5) est suivi par une bosse non-répertoriée. L'arrivée est jugée à La Châtre, après 212,5 km de course depuis Châlette-sur-Loing, à travers le Loiret, le Cher et l'Indre.
| \| Classement de l'étape \| Classement de l'étape \| Classement de l'étape \| Classement de l'étape \| Classement de l'étape \| \| Coureur \| Coureur \| Pays \| Équipe \| Temps \| \| --------------------- \| --------------------- \| --------------------- \| ---------------------- \| --------------------- \| \| 1er \| Iván García Cortina \| Espagne \| Bahrain McLaren \| 5 h 49 min 55 s \| \| 2e \| Peter Sagan \| Slovaquie \| Bora-Hansgrohe \| + 0 s \| \| 3e \| Andrea Pasqualon \| Italie \| Circus-Wanty Gobert \| + 0 s \| \| 4e \| Cees Bol \| Pays-Bas \| Team Sunweb \| + 0 s \| \| 5e \| Nacer Bouhanni \| France \| Arkéa-Samsic \| + 0 s \| \| 6e \| Rudy Barbier \| France \| Israel Start-Up Nation \| + 0 s \| \| 7e \| Anthony Turgis \| France \| Total Direct Énergie \| + 0 s \| \| 8e \| Giacomo Nizzolo \| Italie \| NTT Pro Cycling \| + 0 s \| \| 9e \| Mads Würtz Schmidt \| Danemark \| Israel Start-Up Nation \| + 0 s \| \| 10e \| Oliver Naesen \| Belgique \| AG2R La Mondiale \| + 0 s \| |                     |           |                        |                 |
| |                     |           |                        |                 |
| Source : ProCyclingStats |                     |           |                        |                 |
| Classement de l'étape |                     |           |                        |                 |
| Coureur | Coureur             | Pays      | Équipe                 | Temps           |
| 1er | Iván García Cortina | Espagne   | Bahrain McLaren        | 5 h 49 min 55 s |
| 2e | Peter Sagan         | Slovaquie | Bora-Hansgrohe         | + 0 s           |
| 3e | Andrea Pasqualon    | Italie    | Circus-Wanty Gobert    | + 0 s           |
| 4e | Cees Bol            | Pays-Bas  | Team Sunweb            | + 0 s           |
| 5e | Nacer Bouhanni      | France    | Arkéa-Samsic           | + 0 s           |
| 6e | Rudy Barbier        | France    | Israel Start-Up Nation | + 0 s           |
| 7e | Anthony Turgis      | France    | Total Direct Énergie   | + 0 s           |
| 8e | Giacomo Nizzolo     | Italie    | NTT Pro Cycling        | + 0 s           |
| 9e | Mads Würtz Schmidt  | Danemark  | Israel Start-Up Nation | + 0 s           |
| 10e | Oliver Naesen       | Belgique  | AG2R La Mondiale       | + 0 s           |

| \| Classement général \| Classement général \| Classement général \| Classement général \| Classement général \| \| Coureur \| Coureur \| Pays \| Équipe \| Temps \| \| ------------------ \| --------------------- \| ------------------ \| ---------------------- \| ------------------ \| \| 1er \| Maximilian Schachmann \| Allemagne \| Bora-Hansgrohe \| 13 h 12 min 01 s \| \| 2e \| Giacomo Nizzolo \| Italie \| NTT Pro Cycling \| + 13 s \| \| 3e \| Jasper Stuyven \| Belgique \| Trek-Segafredo \| + 24 s \| \| 4e \| Mads Würtz Schmidt \| Danemark \| Israel Start-Up Nation \| + 25 s \| \| 5e \| Sergio Higuita \| Colombie \| EF Pro Cycling \| + 26 s \| \| 6e \| Nils Politt \| Allemagne \| Israel Start-Up Nation \| + 28 s \| \| 7e \| Krists Neilands \| Lettonie \| Israel Start-Up Nation \| + 28 s \| \| 8e \| Felix Großschartner \| Autriche \| Bora-Hansgrohe \| + 31 s \| \| 9e \| Vincenzo Nibali \| Italie \| Trek-Segafredo \| + 31 s \| \| 10e \| Peter Sagan \| Slovaquie \| Bora-Hansgrohe \| + 36 s \| |                       |           |                        |                  |
| |                       |           |                        |                  |
| Source : ProCyclingStats |                       |           |                        |                  |
| Classement général |                       |           |                        |                  |
| Coureur | Coureur               | Pays      | Équipe                 | Temps            |
| 1er | Maximilian Schachmann | Allemagne | Bora-Hansgrohe         | 13 h 12 min 01 s |
| 2e | Giacomo Nizzolo       | Italie    | NTT Pro Cycling        | + 13 s           |
| 3e | Jasper Stuyven        | Belgique  | Trek-Segafredo         | + 24 s           |
| 4e | Mads Würtz Schmidt    | Danemark  | Israel Start-Up Nation | + 25 s           |
| 5e | Sergio Higuita        | Colombie  | EF Pro Cycling         | + 26 s           |
| 6e | Nils Politt           | Allemagne | Israel Start-Up Nation | + 28 s           |
| 7e | Krists Neilands       | Lettonie  | Israel Start-Up Nation | + 28 s           |
| 8e | Felix Großschartner   | Autriche  | Bora-Hansgrohe         | + 31 s           |
| 9e | Vincenzo Nibali       | Italie    | Trek-Segafredo         | + 31 s           |
| 10e | Peter Sagan           | Slovaquie | Bora-Hansgrohe         | + 36 s           |

### 4eétape

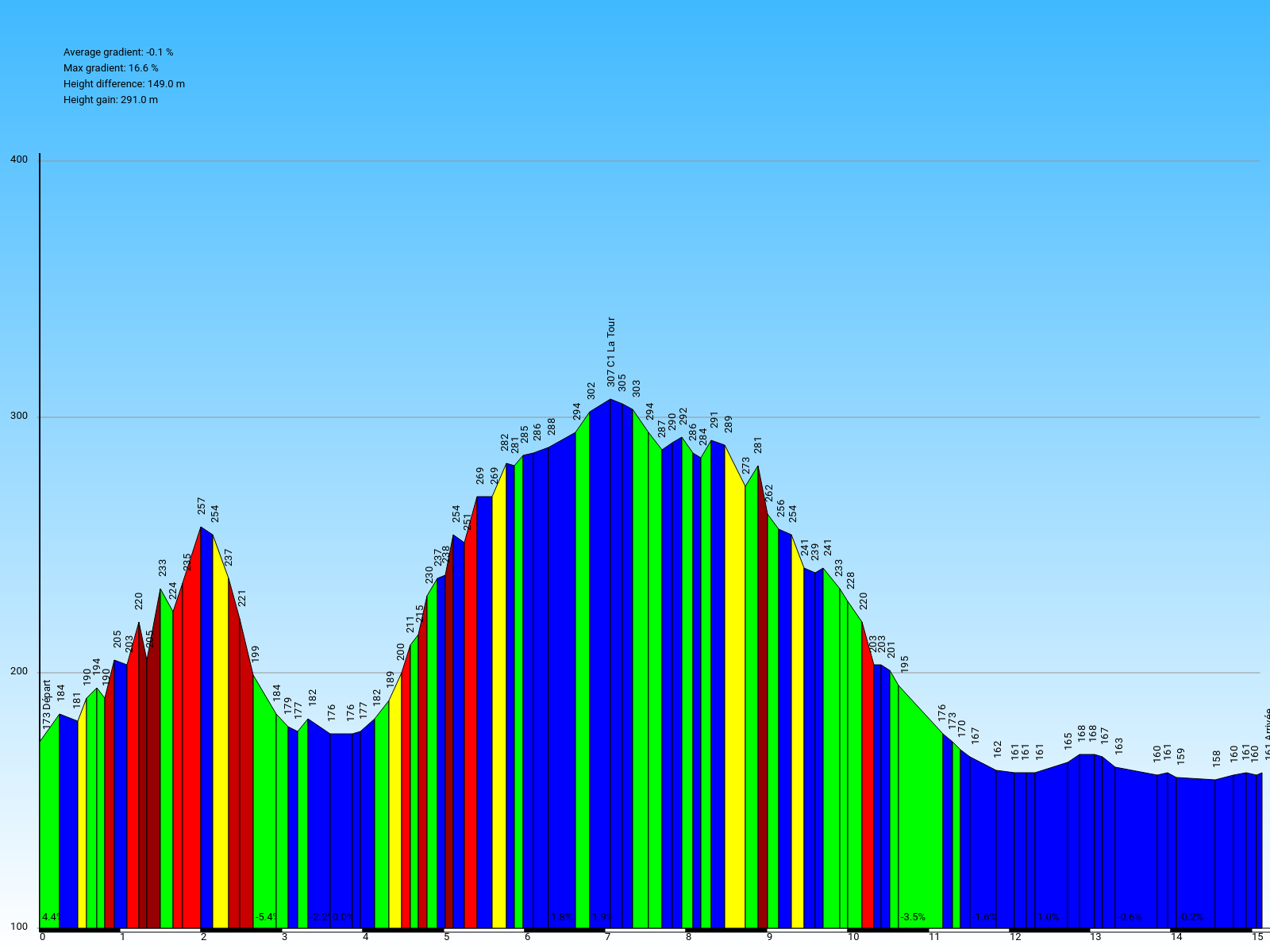
Graphique topographique de la 4E étape de Paris-Nice 2020.

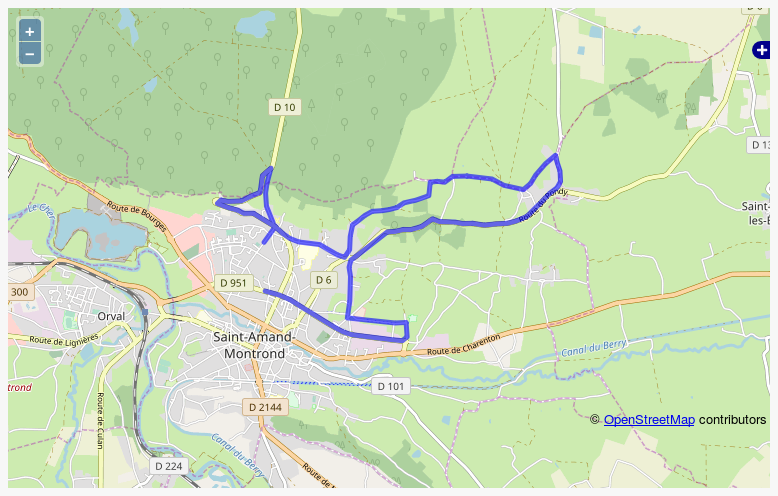
Carte de la 4E étape de Paris-Nice 2020.

Ce 4e acte de la Course au soleil est un contre-la-montre individuel, long de 15,1 km autour de Saint-Amand-Montrond, à travers le Cher. La première partie du parcours est vallonnée, jusqu'au chrono intermédiaire (km 7). La suite de l'étape se déroule sur une légère descente puis du plat.
| \| Classement de l'étape \| Classement de l'étape \| Classement de l'étape \| Classement de l'étape \| Classement de l'étape \| \| Coureur \| Coureur \| Pays \| Équipe \| Temps \| \| --------------------- \| --------------------- \| --------------------- \| --------------------- \| --------------------- \| \| 1er \| Søren Kragh Andersen \| Danemark \| Team Sunweb \| 18 min 51 s \| \| 2e \| Maximilian Schachmann \| Allemagne \| Bora-Hansgrohe \| + 6 s \| \| 3e \| Kasper Asgreen \| Danemark \| Deceuninck-Quick Step \| + 12 s \| \| 4e \| Thomas De Gendt \| Belgique \| Lotto-Soudal \| + 13 s \| \| 5e \| Pello Bilbao \| Espagne \| Bahrain McLaren \| + 15 s \| \| 6e \| Victor Campenaerts \| Belgique \| NTT Pro Cycling \| + 17 s \| \| 7e \| Michael Matthews \| Australie \| Team Sunweb \| + 18 s \| \| 8e \| Stefan Küng \| Suisse \| Groupama-FDJ \| + 26 s \| \| 9e \| Tobias Ludvigsson \| Suède \| Groupama-FDJ \| + 27 s \| \| 10e \| Lawson Craddock \| États-Unis \| EF Pro Cycling \| + 29 s \| |                       |            |                       |             |
| |                       |            |                       |             |
| Source : ProCyclingStats |                       |            |                       |             |
| Classement de l'étape |                       |            |                       |             |
| Coureur | Coureur               | Pays       | Équipe                | Temps       |
| 1er | Søren Kragh Andersen  | Danemark   | Team Sunweb           | 18 min 51 s |
| 2e | Maximilian Schachmann | Allemagne  | Bora-Hansgrohe        | + 6 s       |
| 3e | Kasper Asgreen        | Danemark   | Deceuninck-Quick Step | + 12 s      |
| 4e | Thomas De Gendt       | Belgique   | Lotto-Soudal          | + 13 s      |
| 5e | Pello Bilbao          | Espagne    | Bahrain McLaren       | + 15 s      |
| 6e | Victor Campenaerts    | Belgique   | NTT Pro Cycling       | + 17 s      |
| 7e | Michael Matthews      | Australie  | Team Sunweb           | + 18 s      |
| 8e | Stefan Küng           | Suisse     | Groupama-FDJ          | + 26 s      |
| 9e | Tobias Ludvigsson     | Suède      | Groupama-FDJ          | + 27 s      |
| 10e | Lawson Craddock       | États-Unis | EF Pro Cycling        | + 29 s      |

| \| Classement général \| Classement général \| Classement général \| Classement général \| Classement général \| \| Coureur \| Coureur \| Pays \| Équipe \| Temps \| \| ------------------ \| --------------------- \| ------------------ \| ---------------------- \| ------------------ \| \| 1er \| Maximilian Schachmann \| Allemagne \| Bora-Hansgrohe \| 13 h 30 min 58 s \| \| 2e \| Søren Kragh Andersen \| Danemark \| Team Sunweb \| + 58 s \| \| 3e \| Felix Großschartner \| Autriche \| Bora-Hansgrohe \| + 1 min 01 s \| \| 4e \| Nils Politt \| Allemagne \| Israel Start-Up Nation \| + 1 min 05 s \| \| 5e \| Sergio Higuita \| Colombie \| EF Pro Cycling \| + 1 min 06 s \| \| 6e \| Dylan Teuns \| Belgique \| Bahrain McLaren \| + 1 min 10 s \| \| 7e \| Tiesj Benoot \| Belgique \| Team Sunweb \| + 1 min 11 s \| \| 8e \| Mads Würtz Schmidt \| Danemark \| Israel Start-Up Nation \| + 1 min 11 s \| \| 9e \| Giacomo Nizzolo \| Italie \| NTT Pro Cycling \| + 1 min 15 s \| \| 10e \| Michael Matthews \| Australie \| Team Sunweb \| + 1 min 16 s \| |                       |           |                        |                  |
| |                       |           |                        |                  |
| Source : ProCyclingStats |                       |           |                        |                  |
| Classement général |                       |           |                        |                  |
| Coureur | Coureur               | Pays      | Équipe                 | Temps            |
| 1er | Maximilian Schachmann | Allemagne | Bora-Hansgrohe         | 13 h 30 min 58 s |
| 2e | Søren Kragh Andersen  | Danemark  | Team Sunweb            | + 58 s           |
| 3e | Felix Großschartner   | Autriche  | Bora-Hansgrohe         | + 1 min 01 s     |
| 4e | Nils Politt           | Allemagne | Israel Start-Up Nation | + 1 min 05 s     |
| 5e | Sergio Higuita        | Colombie  | EF Pro Cycling         | + 1 min 06 s     |
| 6e | Dylan Teuns           | Belgique  | Bahrain McLaren        | + 1 min 10 s     |
| 7e | Tiesj Benoot          | Belgique  | Team Sunweb            | + 1 min 11 s     |
| 8e | Mads Würtz Schmidt    | Danemark  | Israel Start-Up Nation | + 1 min 11 s     |
| 9e | Giacomo Nizzolo       | Italie    | NTT Pro Cycling        | + 1 min 15 s     |
| 10e | Michael Matthews      | Australie | Team Sunweb            | + 1 min 16 s     |

### 5eétape
Le début d'étape est en faux-plat descendant. La route passe ensuite par la côte de Busset (3,4 km à 5,9 %), classée en 2e catégorie et dont le sommet est placé au km 23.5, un peu de plat, une courte descente et une nouvelle zone de plat. Les coureurs escaladent la côte de Cheval-Ringon (5,7 km à 3,9 %), classée en 3e catégorie. Le sommet (km 39) est suivi rapidement par une nouvelle montée, jusqu'au premier sprint intermédiaire (km 51). La suite du parcours est assez descendante, pendant environ 35 km. La course emprunte du plat jusqu'au km 120, puis une trentaine de kilomètres vallonnés et une descente. Deux ascensions de 3e catégorie jallonnent les kilomètres suivants : la côte de Trèves (3 km à 5,2 %) et la côte de Saint-Prim (1,4 km à 8,3 %), dont les sommets sont situés respectivement aus km 167 et 183. Le final est marqué par une dernière montée, jusqu'au second sprint intermédiaire (km 210). L'arrivée est jugée à La Côte-Saint-André, après 227 km de course depuis Gannat, à travers l'Allier, le Puy-de-Dôme, la Loire, le Rhône et l'Isère.
Après une tentative infructueuse de six coureurs, dont le champion du monde Mads Pedersen (Trek-Segafredo), quatre coureurs réussissent à s'échapper : Ryan Mullen (Trek-Segafredo), Alexis Gougeard (AG2R La Mondiale), Jan Tratnik (Bahrain-McLaren) et Anthony Turgis (Total-Direct Energie). Coéquipier du maillot à pois Jonathan Hivert (qui prend le point de la 5e place lors de la première ascension du jour), Turgis passe en tête des deux premières côtes de la journée, devant Tratnik et Mullen. Le français remporte également le premier sprint intermédiaire, toujours devant Tratnik et Mullen.
Le peloton, mené par les équipes Bora-Hansgrohe et Lotto-Soudal, va stabiliser l'écart autour des 7 minutes. Les Lotto-Soudal, les NTT, les Cofidis et les Sunweb enclenchent ensuite la poursuite, les hommes de tête ont moins de 4 minutes d'avance à 70 km de l'arrivée. Anthony Turgis devance Jan Tratnik et Alexis Gougeard au sommet des deux dernières côtes de l'étape. Le peloton franchit l'ultime sommet du jour avec 2 minutes 38 de retard. L'avance de l'échappée passe sous les deux minutes à 30 km de l'arrivée.
L'écart entre le quatuor et le peloton n'est plus que de 1 minute 03 à 20 km de la ligne. Dans le faux-plat montant vers le 2e sprint intermédiaire, Tratnik et Gougeard lâchent leurs deux compagnons, à 18,9 km du but. Bien emmené par ses équipiers, Dylan Teuns (Bahrain-McLaren) va chercher la bonification de la 3e place au sprint intermédiaire, en devançant d'un rien le maillot blanc Sergio Higuita (EF Pro Cycling). Julian Alaphilippe (Deceuninck-Quick Step) attaque quelques hectomètres plus loin, suivi par Ivan Garcia (Bahrain-McLaren). Derrière, c'est le maillot jaune Maximilian Schachmann (Bora-Hansgrohe) qui fait l'effort et ramène le peloton sur le duo de contre-attaque. Le champion du Luxembourg Bob Jungels (Deceuninck-Quick Step) va alors contrer, suivi par Peio Bilbao (Bahrain-McLaren), Kasper Asgreen (Deceuninck-Quick Step), Jasper Stuyven (Trek-Segafredo) et Nikias Arndt (Sunweb). A 11 km de l'arrivée, le duo de tête possède 30 secondes d'avance sur le groupe de chasse et 44 sur le peloton. Le groupe de poursuivants est repris à plus de 8 km de l'arrivée, l'écart avec le duo de tête n'est plus que de 20 secondes. Jan Tratnik file en solitaire à 7,4 km de l'arrivée. Le slovène écrase les pédales et maintient son avantage sur le peloton, et même grignote quelques secondes. Le bras de fer est intense, les équipes de sprinteurs ne parviennent pas à reprendre l'homme de tête. Caleb Ewan (Lotto-Soudal) est distancé sur un problème mécanique peu avant la banderole des 2 km. L'homme de tête possède encore une poignée de secondes à la flamme rouge. Le slovène sera finalement avalé par les sprinteurs dans les 100 derniers mètres, Niccolò Bonifazio (Total-Direct Enegrgie) gagne l'étape devant Ivan Garcia et Peter Sagan (Bora-Hansgrohe). Mis à part la bonfication glânée par Teuns, aucun changement n'est à signaler au classement général. Maximilian Schachmann conserve donc ses maillots jaune et vert, avec environ une minute d'avance sur Søren Kragh Andersen (Sunweb) et son coéquipier Felix Großschartner.
| \| Classement de l'étape \| Classement de l'étape \| Classement de l'étape \| Classement de l'étape \| Classement de l'étape \| \| Coureur \| Coureur \| Pays \| Équipe \| Temps \| \| --------------------- \| --------------------- \| --------------------- \| -------------------------------- \| --------------------- \| \| 1er \| Niccolò Bonifazio \| Italie \| Total Direct Énergie \| 5 h 18 min 02 s \| \| 2e \| Iván García Cortina \| Espagne \| Bahrain McLaren \| + 0 s \| \| 3e \| Peter Sagan \| Slovaquie \| Bora-Hansgrohe \| + 0 s \| \| 4e \| Nacer Bouhanni \| France \| Arkéa-Samsic \| + 0 s \| \| 5e \| Hugo Hofstetter \| France \| Israel Start-Up Nation \| + 0 s \| \| 6e \| Andrea Pasqualon \| Italie \| Circus-Wanty Gobert \| + 0 s \| \| 7e \| John Degenkolb \| Allemagne \| Lotto-Soudal \| + 0 s \| \| 8e \| Elia Viviani \| Italie \| Cofidis \| + 0 s \| \| 9e \| Bryan Coquard \| France \| B&B Hotels-Vital Concept p/b KTM \| + 0 s \| \| 10e \| Marc Sarreau \| France \| Groupama-FDJ \| + 0 s \| |                     |           |                                  |                 |
| |                     |           |                                  |                 |
| Source : ProCyclingStats |                     |           |                                  |                 |
| Classement de l'étape |                     |           |                                  |                 |
| Coureur | Coureur             | Pays      | Équipe                           | Temps           |
| 1er | Niccolò Bonifazio   | Italie    | Total Direct Énergie             | 5 h 18 min 02 s |
| 2e | Iván García Cortina | Espagne   | Bahrain McLaren                  | + 0 s           |
| 3e | Peter Sagan         | Slovaquie | Bora-Hansgrohe                   | + 0 s           |
| 4e | Nacer Bouhanni      | France    | Arkéa-Samsic                     | + 0 s           |
| 5e | Hugo Hofstetter     | France    | Israel Start-Up Nation           | + 0 s           |
| 6e | Andrea Pasqualon    | Italie    | Circus-Wanty Gobert              | + 0 s           |
| 7e | John Degenkolb      | Allemagne | Lotto-Soudal                     | + 0 s           |
| 8e | Elia Viviani        | Italie    | Cofidis                          | + 0 s           |
| 9e | Bryan Coquard       | France    | B&B Hotels-Vital Concept p/b KTM | + 0 s           |
| 10e | Marc Sarreau        | France    | Groupama-FDJ                     | + 0 s           |

| \| Classement général \| Classement général \| Classement général \| Classement général \| Classement général \| \| Coureur \| Coureur \| Pays \| Équipe \| Temps \| \| ------------------ \| --------------------- \| ------------------ \| ---------------------- \| ------------------ \| \| 1er \| Maximilian Schachmann \| Allemagne \| Bora-Hansgrohe \| 18 h 49 min 00 s \| \| 2e \| Søren Kragh Andersen \| Danemark \| Team Sunweb \| + 58 s \| \| 3e \| Felix Großschartner \| Autriche \| Bora-Hansgrohe \| + 1 min 01 s \| \| 4e \| Nils Politt \| Allemagne \| Israel Start-Up Nation \| + 1 min 05 s \| \| 5e \| Sergio Higuita \| Colombie \| EF Pro Cycling \| + 1 min 06 s \| \| 6e \| Dylan Teuns \| Belgique \| Bahrain McLaren \| + 1 min 09 s \| \| 7e \| Tiesj Benoot \| Belgique \| Team Sunweb \| + 1 min 11 s \| \| 8e \| Mads Würtz Schmidt \| Danemark \| Israel Start-Up Nation \| + 1 min 11 s \| \| 9e \| Giacomo Nizzolo \| Italie \| NTT Pro Cycling \| + 1 min 15 s \| \| 10e \| Michael Matthews \| Australie \| Team Sunweb \| + 1 min 16 s \| |                       |           |                        |                  |
| |                       |           |                        |                  |
| Source : ProCyclingStats |                       |           |                        |                  |
| Classement général |                       |           |                        |                  |
| Coureur | Coureur               | Pays      | Équipe                 | Temps            |
| 1er | Maximilian Schachmann | Allemagne | Bora-Hansgrohe         | 18 h 49 min 00 s |
| 2e | Søren Kragh Andersen  | Danemark  | Team Sunweb            | + 58 s           |
| 3e | Felix Großschartner   | Autriche  | Bora-Hansgrohe         | + 1 min 01 s     |
| 4e | Nils Politt           | Allemagne | Israel Start-Up Nation | + 1 min 05 s     |
| 5e | Sergio Higuita        | Colombie  | EF Pro Cycling         | + 1 min 06 s     |
| 6e | Dylan Teuns           | Belgique  | Bahrain McLaren        | + 1 min 09 s     |
| 7e | Tiesj Benoot          | Belgique  | Team Sunweb            | + 1 min 11 s     |
| 8e | Mads Würtz Schmidt    | Danemark  | Israel Start-Up Nation | + 1 min 11 s     |
| 9e | Giacomo Nizzolo       | Italie    | NTT Pro Cycling        | + 1 min 15 s     |
| 10e | Michael Matthews      | Australie | Team Sunweb            | + 1 min 16 s     |

### 6eétape

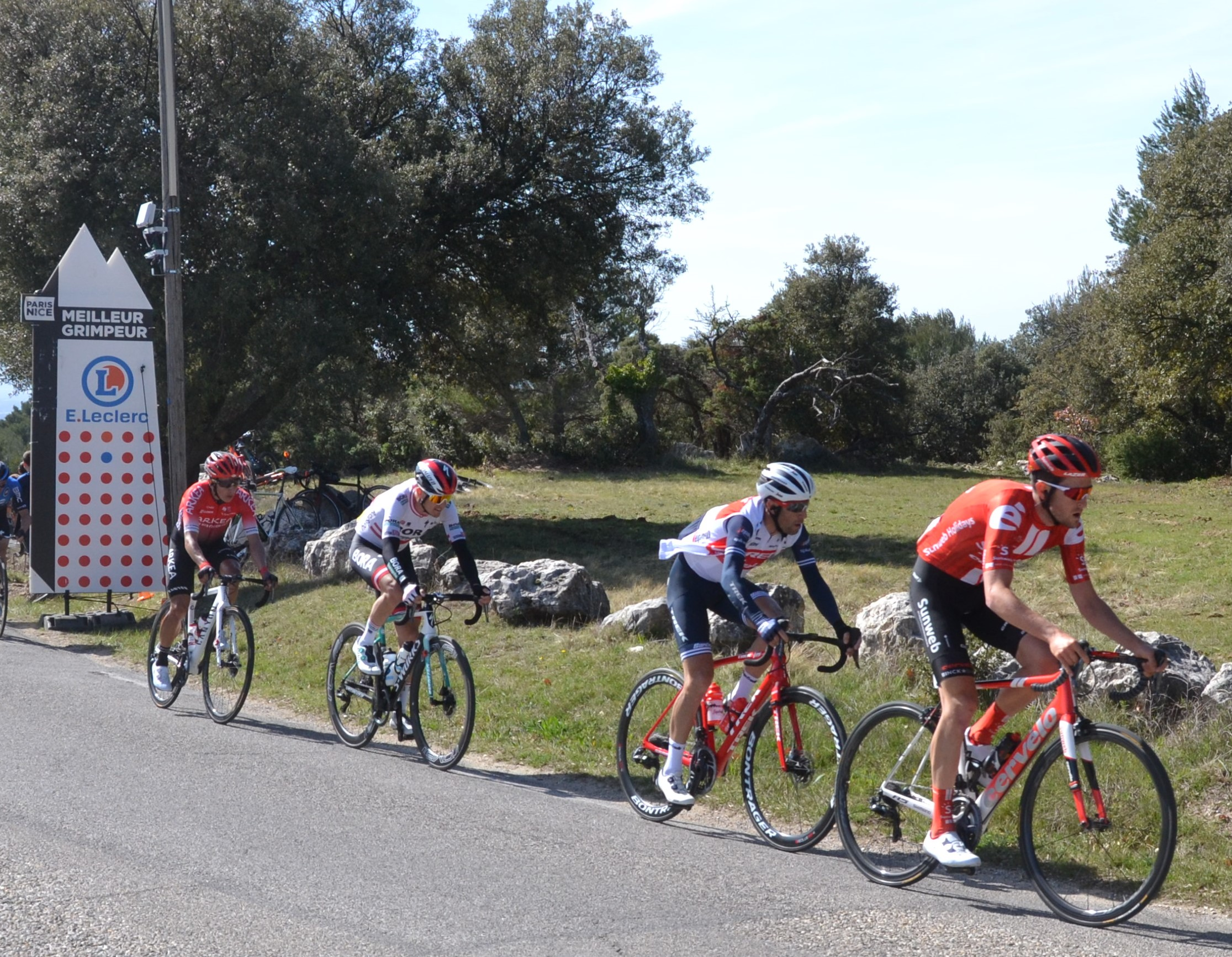
Tiesj Benoot dans la côte de Saumane

Après une vingtaine de kilomètres plats, les coureurs grimpent deux ascensions de 2e catégorie : la côte de Saumane-de-Vaucluse (4,2 km à 5,1 %), dont le sommet est situé au km 28.5, et le col de Murs (10,4 km à 4,3 %), dont le sommet est au 47,5. Après la descente et un peu de plat, le parcours emprunte quatre montées en un peu plus de 30 km. Deux d'entre elles attribuent des points pour le classement de la montagne, en 3e catégorie. Il s'agit de la côte de Gordes (2,3 km à 6,5 %), dont le sommet est placé au km 68, et le col du Pointu (3,5 km à 5,4 %). Au sommet (km 100,5), la route emprunte quelques kilomètres en faux plats montants puis une descente, avant une bosse jusqu'au premier sprint intermédiaire (km 114,5). Peu après, une ascension en deux parties est programmée, la première mène jusqu'au sommet (km 124,5) de la côte de Caseneuve (5,1 km à 5,4 %), classée en 2e catégorie. Les kilomètres suivants sont en descente puis en faux plats descendants. Le final est marqué par l'enchaînement de deux côtes : la côte d'Auribeau (4,5 km à 5,8 %), dont le sommet est au km 148.5, et la montée vers le second sprint intermédiaire (km 158,5). L'arrivée est jugée à Apt, après 161,5 km de course depuis Sorgues, à travers le Vaucluse.
L'équipe Bahrain-McLaren se retire de la course avant le départ de l'étape. La formation Deceuninck-Quick Step imprime un rythme soutenu en tête de peloton, créant ainsi des cassures. Le peloton va néanmoins se reformer rapidement. Malgré divers tentatives d'échappées, notamment de Lilian Calmejane (Total-Direct Energie) ou du champion du monde Mads Pedersen (Trek-Segafredo), le peloton aborde groupé la côte de Saumane-de-Vaucluse. Pierre Latour (AG2R La Mondiale) et Nicolas Edet (Cofidis) attaquent dans l'ascension. Edet passe en tête, tandis que le maillot à pois Jonathan Hivert (Total-Direct Energie) prend la 3e place, une vingtaine de secondes plus tard. Le duo de tête est repris au km 31. Bryan Coquard (B&B Hotels-Vital Concept), Stefan Küng (Groupama-FDJ) et Anthony Perez (Cofidis) s'échappent 2 km plus loin. Ils sont ensuite rejoints par Niccolò Bonifazio (Total-Direct Energie). Le quatuor de tête aborde le col de Murs avec 20 secondes d'avance sur le peloton. Bonifazio, puis Coquard lâchent prise dans la montée. Le peloton, secoué par plusieurs contre-attaquants, va se scinder en deux. Pedersen et Nans Peters (AG2R La Mondiale) sortent du peloton. Ils sont rejoints par Winner Anacona (Arkéa-Samsic), puis Edet et Calmejane. Le peloton va reprendre le groupe de chasse, le duo de tête n'a plus que quelques secondes d'avance. Le duo est rejoint à 1 km du sommet par Alexis Gougeard (AG2R La Mondiale), le champion du monde, Edet et Anacona. Edet franchit en tête le sommet, devant Perez et Pedersen. L'échappée est rejointe au km 51 par Romain Bardet (AG2R La Mondiale).
L'échappée peine à creuser son avance sur le peloton, toujours mené par les Deceuninck-Quick Step. L'écart n'est que de 50 secondes au km 63. Edet prend la 1re place au sommet de la côte de Gordes, en devançant Perez et Gougeard. Le peloton passe au sommet avec 1 minute 30 de retard, avant de stabiliser l'écart autour de cette marque. La formation Bora-Hansgrohe participe aussi à la poursuite. Edet passe une nouvelle fois en tête du col du Pointu, devant Perez et Küng. Le peloton franchit la ligne 1 minute 40 secondes plus tard. L'écart est de 1 minute 10 à 55 km de l'arrivée.
Le groupe de tête explose dans la montée vers le sprint intermédiaire, Nicolas Edet et Romain Bardet s'isolent à 48 km de l'arrivée. Nikias Arndt (Sunweb) attaque dans la bosse. Edet passe en tête, 10 secondes devant Winner Anaconna. Stefan Küng et Alexis Gougeard sont juste derrière. Arndt rejoint Perez dans l'ascension, puis le champion du monde un peu plus loin. Le duo de tête aborde la côte de Caseneuve avec 25 secondes d'avance sur le premier trio de chasse, 40 sur le second trio et 1 minute 30 sur le peloton. Arndt distance ses deux compagnons dès les premières pentes, puis Søren Kragh Andersen (Sunweb), 2e du classement général, sort à son tour du peloton. Kragh Andersen rejoint rapidement son équipier, le duo de la Sunweb va reprendre le trio de chasse. Küng et Gougeard lâchent prise. Nikias Arndt se relève à plus de 39 km de l'arrivée. Le duo de tête possède 42 secondes d'avance à 38,5 km du but sur le duo de poursuite et 1 minute 35 sur le peloton. Ananona va alors être distancé. Nicolas Edet prend la tête du classement de la montagne, en passant une nouvelle fois en tête au sommet. Kragh Andersen passe avec 20 secondes de retard, le peloton avec 1 minute 20. Le coureur danois est alors virtuellement en tête du classement général. Il parvient à rejoindre le duo de tête à 33,3 km de l'arrivée. Le peloton est alors pointé à 1 minute 02. L'avance du trio va ensuite osciller au-dessus des 50 secondes, puis autour des 30 secondes dans les 25 derniers kilomètres.
Le trio de tête arborde la côte d'Auribeau avec 23 secondes d'avance sur le peloton. Edet lâche prise après 200 mètres d'ascension. Avec encore 18 secondes d'avance sur le peloton, Kragh Andersen distance Bardet à 15,6 km de l'arrivée. Vincenzo Nibali (Trek-Segafredo) attaque à 1,5 km du sommet, suivi par Tiesj Benoot (Sunweb). Nibali est distancé à 300 m du sommet par Benoot, qui va rejoindre Kragh Andersen, puis passer en tête au sommet, avec 7 secondes d'avance sur Nibali et 16 secondes sur le groupe maillot jaune, secoué par une attaque de Julian Alaphilippe (Deceuninck-Quick Step). Benoot part en solitaire quelques hectomètres plus loin. Nibali puis Kragh Andersen sont repris à plus de 12 km de l'arrivée par le maillot jaune Maximilian Schachmann (Bora-Hansgrohe), Nairo Quintana (Arkéa-Samsic), Thibaut Pinot, Rudy Molard (Groupama-FDJ), le maillot blanc Sergio Higuita (EF Pro Cycling), Michael Matthews (Sunweb), Guillaume Martin (Cofidis) et Alaphilippe. Molard place un contre, suivi par Martin. Une dizaine de coureurs recollent sur le groupe maillot jaune, le duo de chasse est repris. Le champion du Luxembourg Bob Jungels (Deceuninck Quick Step) sort à son tour, suivi par Felix Großschartner (Bora-Hansgrohe), 3e du classement général. Guillaume Martin et Michael Matthews prennent ensuite quelques longueurs d'avance, mais Alaphilippe ramène le groupe maillot jaune sur eux. Nairo Quintana contre à son tour, sans succès. A 6,5 km de l'arrivée, l'homme de tête possède 17 secondes d'avance sur le duo de poursuite et 36 secondes sur le groupe maillot jaune.
Le maillot blanc attaque dès le pied de la dernière bosse, suivi par Alaphilippe, Quintana, le maillot jaune et Nibali. Jungels va ensuite s'isoler. Großschartner est repris un peu plus loin par le groupe maillot jaune, qui a enregistré le retour de Pinot et Molard. Benoot remporte le sprint intermédiaire, avec 30 secondes d'avance sur le champion du Luxembourg, qui voit fondre sur lui Higuita, qui prend la 3e place, et le reste du groupe maillot jaune. Matthews et Martin recollent sur le groupe maillot jaune dans la descente. Le maillot jaune glisse dans un virage juste après la flamme rouge, provoquant ainsi des cassures au sein du groupe. Tiesj Benoot s'impose finalement avec 22 secondes d'avance  sur Matthews et Higuita. Initialement, Jungels et Alaphilippe ont terminé à 23 secondes, Nibali à 26 secondes, Pinot, Martin, Molard, Quintana et Großschartner à 29 secondes et Schachmann à 40 secondes. Cependant, puisque l'incident dont a été victime le maillot jaune a eu lieu dans les 3 derniers kilomètres de l'étape, ces 11 coureurs ont été classés dans le même temps, à 22 secondes du vainqueur. Maximilian Schachmann conserve ses maillots jaunes et verts. Au classement général, il possède désormais 36 secondes d'avance sur Benoot et 1 minute 01 sur le maillot blanc.
| \| Classement de l'étape \| Classement de l'étape \| Classement de l'étape \| Classement de l'étape \| Classement de l'étape \| \| Coureur \| Coureur \| Pays \| Équipe \| Temps \| \| --------------------- \| --------------------- \| --------------------- \| --------------------- \| --------------------- \| \| 1er \| Tiesj Benoot \| Belgique \| Team Sunweb \| 3 h 57 min 02 s \| \| 2e \| Michael Matthews \| Australie \| Team Sunweb \| + 22 s \| \| 3e \| Sergio Higuita \| Colombie \| EF Pro Cycling \| + 22 s \| \| 4e \| Bob Jungels \| Luxembourg \| Deceuninck-Quick Step \| + 22 s \| \| 5e \| Julian Alaphilippe \| France \| Deceuninck-Quick Step \| + 22 s \| \| 6e \| Vincenzo Nibali \| Italie \| Trek-Segafredo \| + 22 s \| \| 7e \| Thibaut Pinot \| France \| Groupama-FDJ \| + 22 s \| \| 8e \| Guillaume Martin \| France \| Cofidis \| + 22 s \| \| 9e \| Rudy Molard \| France \| Groupama-FDJ \| + 22 s \| \| 10e \| Nairo Quintana \| Colombie \| Arkéa-Samsic \| + 22 s \| |                    |            |                       |                 |
| |                    |            |                       |                 |
| Source : ProCyclingStats |                    |            |                       |                 |
| Classement de l'étape |                    |            |                       |                 |
| Coureur | Coureur            | Pays       | Équipe                | Temps           |
| 1er | Tiesj Benoot       | Belgique   | Team Sunweb           | 3 h 57 min 02 s |
| 2e | Michael Matthews   | Australie  | Team Sunweb           | + 22 s          |
| 3e | Sergio Higuita     | Colombie   | EF Pro Cycling        | + 22 s          |
| 4e | Bob Jungels        | Luxembourg | Deceuninck-Quick Step | + 22 s          |
| 5e | Julian Alaphilippe | France     | Deceuninck-Quick Step | + 22 s          |
| 6e | Vincenzo Nibali    | Italie     | Trek-Segafredo        | + 22 s          |
| 7e | Thibaut Pinot      | France     | Groupama-FDJ          | + 22 s          |
| 8e | Guillaume Martin   | France     | Cofidis               | + 22 s          |
| 9e | Rudy Molard        | France     | Groupama-FDJ          | + 22 s          |
| 10e | Nairo Quintana     | Colombie   | Arkéa-Samsic          | + 22 s          |

| \| Classement général \| Classement général \| Classement général \| Classement général \| Classement général \| \| Coureur \| Coureur \| Pays \| Équipe \| Temps \| \| ------------------ \| --------------------- \| ------------------ \| --------------------- \| ------------------ \| \| 1er \| Maximilian Schachmann \| Allemagne \| Bora-Hansgrohe \| 22 h 46 min 24 s \| \| 2e \| Tiesj Benoot \| Belgique \| Team Sunweb \| + 36 s \| \| 3e \| Sergio Higuita \| Colombie \| EF Pro Cycling \| + 1 min 06 s \| \| 4e \| Felix Großschartner \| Autriche \| Bora-Hansgrohe \| + 1 min 06 s \| \| 5e \| Michael Matthews \| Australie \| Team Sunweb \| + 1 min 10 s \| \| 6e \| Vincenzo Nibali \| Italie \| Trek-Segafredo \| + 1 min 18 s \| \| 7e \| Rudy Molard \| France \| Groupama-FDJ \| + 1 min 29 s \| \| 8e \| Thibaut Pinot \| France \| Groupama-FDJ \| + 1 min 30 s \| \| 9e \| Tanel Kangert \| Estonie \| EF Pro Cycling \| + 1 min 52 s \| \| 10e \| Julian Alaphilippe \| France \| Deceuninck-Quick Step \| + 2 min 04 s \| |                       |           |                       |                  |
| |                       |           |                       |                  |
| Source : ProCyclingStats |                       |           |                       |                  |
| Classement général |                       |           |                       |                  |
| Coureur | Coureur               | Pays      | Équipe                | Temps            |
| 1er | Maximilian Schachmann | Allemagne | Bora-Hansgrohe        | 22 h 46 min 24 s |
| 2e | Tiesj Benoot          | Belgique  | Team Sunweb           | + 36 s           |
| 3e | Sergio Higuita        | Colombie  | EF Pro Cycling        | + 1 min 06 s     |
| 4e | Felix Großschartner   | Autriche  | Bora-Hansgrohe        | + 1 min 06 s     |
| 5e | Michael Matthews      | Australie | Team Sunweb           | + 1 min 10 s     |
| 6e | Vincenzo Nibali       | Italie    | Trek-Segafredo        | + 1 min 18 s     |
| 7e | Rudy Molard           | France    | Groupama-FDJ          | + 1 min 29 s     |
| 8e | Thibaut Pinot         | France    | Groupama-FDJ          | + 1 min 30 s     |
| 9e | Tanel Kangert         | Estonie   | EF Pro Cycling        | + 1 min 52 s     |
| 10e | Julian Alaphilippe    | France    | Deceuninck-Quick Step | + 2 min 04 s     |

### 7eétape

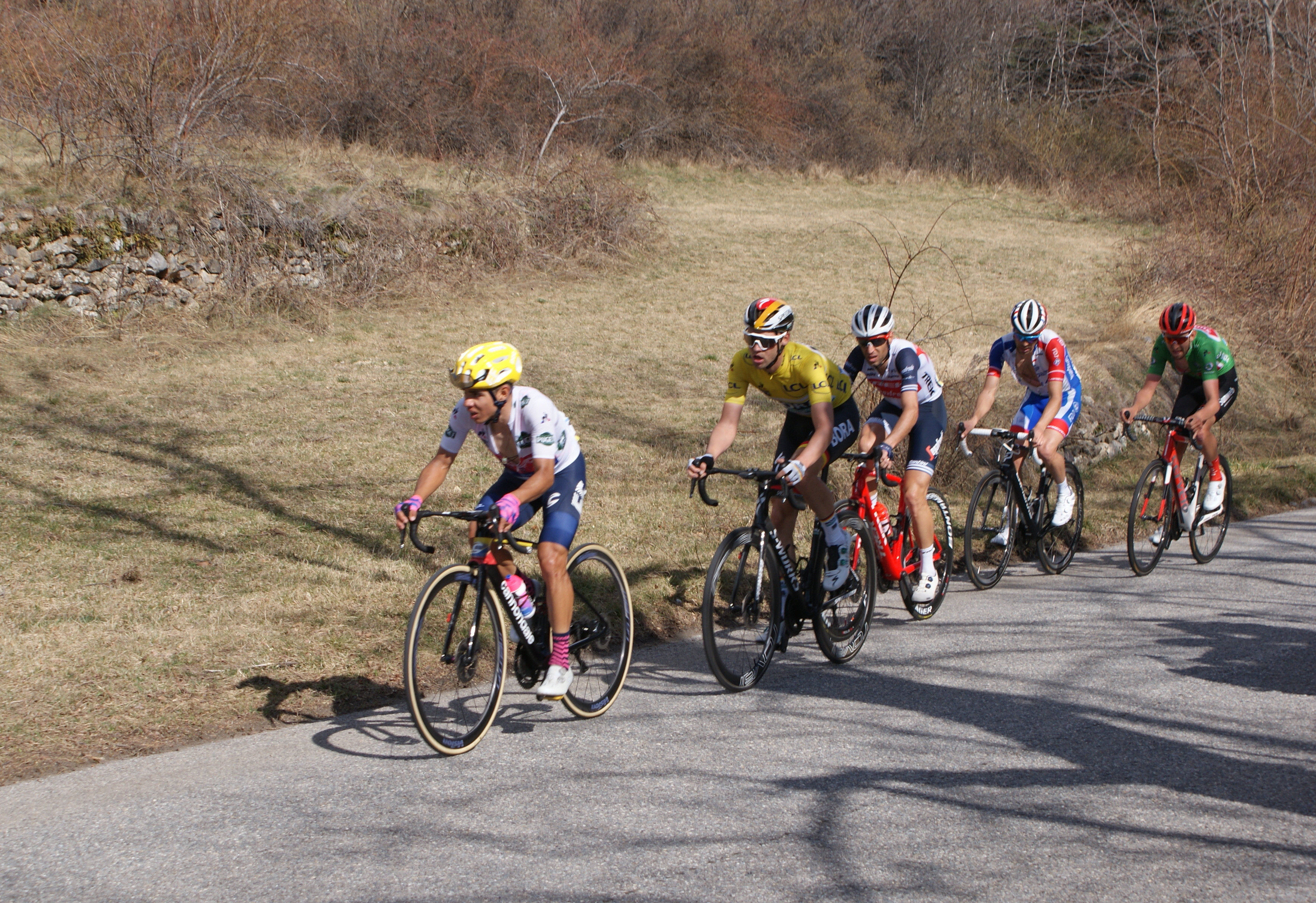
groupe maillot jaune à La Colmiane

Le début d'étape est plat, avant une bosse jusqu'au km 15. La route emprunte ensuite des faux plats montants, puis le col de Vence (9,7 km à 6,6 %), classé en 1re catégorie et dont le sommet est placé au km 34,5. S'ensuivent un peu de plat, une courte montée, une dizaine de kilomètres en descente, de nouveau du plat et une nouvelle portion descendante. Les coureurs grimpent ensuite le col de la Sigale (6,6 km à 4,9 %), classé en 2e catégorie et dont le sommet est situé au km 79,5. Après un peu de plat, ils escaladent la côte de Saint-Antonin (6,2 km à 5,3 %), classée en 2e catégorie et dont le sommet est au km 92. La descente est suivie par une quarantaine de kilomètres vallonnés, avec notamment le premier sprint intermédiaire (133,5). Les organisateurs ont alors programmé la montée du col de la Colmiane (16,3 km à 6,3 %), classé en 1re catégorie. Le second sprint intermédiaire est placé dans l'ascension (km 161), en haut de laquelle sera jugée l'arrivée, après 166,5 km de course depuis Nice, à travers les Alpes-Maritimes.
Une échappée avec Julian Alaphilippe (Deceuninck-Quick Step), Alberto Bettiol (EF), Thomas De Gendt (Lotto-Soudal), Aurélien Paret-Peintre (AG2R La Mondiale), Nicolas Edet et Anthony Perez (Cofidis) compte jusqu'à 3 minutes d'avance. De Gendt est seul au début de l'ascension de la Colmiane, son écart est alors d'une minute passée. Winner Anacona (Arkéa-Samsic) et Guillaume Martin (Cofidis) sortent du peloton quelques kilomètres et son rattrapés. Nairo Quintana (Arkéa-Samsic) attaque dans les quatre derniers kilomètres où la pente devient plus forte. Dans le groupe maillot jaune, plusieurs petites attaques ne permettent pas de revenir ni de lâcher un favori, jusqu'à ce que Tiesj Benoot (Sunweb) attaque à 1 200 mètres de la ligne.
| \| Classement de l'étape \| Classement de l'étape \| Classement de l'étape \| Classement de l'étape \| Classement de l'étape \| \| Coureur \| Coureur \| Pays \| Équipe \| Temps \| \| --------------------- \| --------------------- \| --------------------- \| --------------------- \| --------------------- \| \| 1er \| Nairo Quintana \| Colombie \| Arkéa-Samsic \| 4 h 27 min 01 s \| \| 2e \| Tiesj Benoot \| Belgique \| Team Sunweb \| + 46 s \| \| 3e \| Thibaut Pinot \| France \| Groupama-FDJ \| + 56 s \| \| 4e \| Sergio Higuita \| Colombie \| EF Pro Cycling \| + 56 s \| \| 5e \| Vincenzo Nibali \| Italie \| Trek-Segafredo \| + 56 s \| \| 6e \| Maximilian Schachmann \| Allemagne \| Bora-Hansgrohe \| + 58 s \| \| 7e \| Guillaume Martin \| France \| Cofidis \| + 1 min 19 s \| \| 8e \| Tanel Kangert \| Estonie \| EF Pro Cycling \| + 1 min 22 s \| \| 9e \| Romain Bardet \| France \| AG2R La Mondiale \| + 1 min 32 s \| \| 10e \| Rudy Molard \| France \| Groupama-FDJ \| + 1 min 32 s \| |                       |           |                  |                 |
| |                       |           |                  |                 |
| Source : ProCyclingStats |                       |           |                  |                 |
| Classement de l'étape |                       |           |                  |                 |
| Coureur | Coureur               | Pays      | Équipe           | Temps           |
| 1er | Nairo Quintana        | Colombie  | Arkéa-Samsic     | 4 h 27 min 01 s |
| 2e | Tiesj Benoot          | Belgique  | Team Sunweb      | + 46 s          |
| 3e | Thibaut Pinot         | France    | Groupama-FDJ     | + 56 s          |
| 4e | Sergio Higuita        | Colombie  | EF Pro Cycling   | + 56 s          |
| 5e | Vincenzo Nibali       | Italie    | Trek-Segafredo   | + 56 s          |
| 6e | Maximilian Schachmann | Allemagne | Bora-Hansgrohe   | + 58 s          |
| 7e | Guillaume Martin      | France    | Cofidis          | + 1 min 19 s    |
| 8e | Tanel Kangert         | Estonie   | EF Pro Cycling   | + 1 min 22 s    |
| 9e | Romain Bardet         | France    | AG2R La Mondiale | + 1 min 32 s    |
| 10e | Rudy Molard           | France    | Groupama-FDJ     | + 1 min 32 s    |

| \| Classement général \| Classement général \| Classement général \| Classement général \| Classement général \| \| Coureur \| Coureur \| Pays \| Équipe \| Temps \| \| ------------------ \| --------------------- \| ------------------ \| ------------------ \| ------------------ \| \| 1er \| Maximilian Schachmann \| Allemagne \| Bora-Hansgrohe \| 27 h 14 min 23 s \| \| 2e \| Tiesj Benoot \| Belgique \| Team Sunweb \| + 18 s \| \| 3e \| Sergio Higuita \| Colombie \| EF Pro Cycling \| + 59 s \| \| 4e \| Vincenzo Nibali \| Italie \| Trek-Segafredo \| + 1 min 16 s \| \| 5e \| Thibaut Pinot \| France \| Groupama-FDJ \| + 1 min 24 s \| |                       |           |                |                  |
| |                       |           |                |                  |
| Source : ProCyclingStats |                       |           |                |                  |
| Classement général |                       |           |                |                  |
| Coureur | Coureur               | Pays      | Équipe         | Temps            |
| 1er | Maximilian Schachmann | Allemagne | Bora-Hansgrohe | 27 h 14 min 23 s |
| 2e | Tiesj Benoot          | Belgique  | Team Sunweb    | + 18 s           |
| 3e | Sergio Higuita        | Colombie  | EF Pro Cycling | + 59 s           |
| 4e | Vincenzo Nibali       | Italie    | Trek-Segafredo | + 1 min 16 s     |
| 5e | Thibaut Pinot         | France    | Groupama-FDJ   | + 1 min 24 s     |

## Classements finals

### Classement général
| \| Classement général \| Classement général \| Classement général \| Classement général \| Classement général \| \| Coureur \| Coureur \| Pays \| Équipe \| Temps \| \| ------------------ \| --------------------- \| ------------------ \| ------------------ \| ------------------ \| \| 1er \| Maximilian Schachmann \| Allemagne \| Bora-Hansgrohe \| 27 h 14 min 23 s \| \| 2e \| Tiesj Benoot \| Belgique \| Team Sunweb \| + 18 s \| \| 3e \| Sergio Higuita \| Colombie \| EF Pro Cycling \| + 59 s \| \| 4e \| Vincenzo Nibali \| Italie \| Trek-Segafredo \| + 1 min 16 s \| \| 5e \| Thibaut Pinot \| France \| Groupama-FDJ \| + 1 min 24 s \| \| 6e \| Nairo Quintana \| Colombie \| Arkéa-Samsic \| + 1 min 30 s \| \| 7e \| Rudy Molard \| France \| Groupama-FDJ \| + 2 min 03 s \| \| 8e \| Tanel Kangert \| Estonie \| EF Pro Cycling \| + 2 min 16 s \| \| 9e \| Felix Großschartner \| Autriche \| Bora-Hansgrohe \| + 3 min 39 s \| \| 10e \| Søren Kragh Andersen \| Danemark \| Team Sunweb \| + 4 min 36 s \| |                       |           |                |                  |
| |                       |           |                |                  |
| Source : ProCyclingStats |                       |           |                |                  |
| Classement général |                       |           |                |                  |
| Coureur | Coureur               | Pays      | Équipe         | Temps            |
| 1er | Maximilian Schachmann | Allemagne | Bora-Hansgrohe | 27 h 14 min 23 s |
| 2e | Tiesj Benoot          | Belgique  | Team Sunweb    | + 18 s           |
| 3e | Sergio Higuita        | Colombie  | EF Pro Cycling | + 59 s           |
| 4e | Vincenzo Nibali       | Italie    | Trek-Segafredo | + 1 min 16 s     |
| 5e | Thibaut Pinot         | France    | Groupama-FDJ   | + 1 min 24 s     |
| 6e | Nairo Quintana        | Colombie  | Arkéa-Samsic   | + 1 min 30 s     |
| 7e | Rudy Molard           | France    | Groupama-FDJ   | + 2 min 03 s     |
| 8e | Tanel Kangert         | Estonie   | EF Pro Cycling | + 2 min 16 s     |
| 9e | Felix Großschartner   | Autriche  | Bora-Hansgrohe | + 3 min 39 s     |
| 10e | Søren Kragh Andersen  | Danemark  | Team Sunweb    | + 4 min 36 s     |

| Classement par points | Classement par points | Classement par points | Classement par points | Classement par points |
| Coureur               | Coureur               | Pays                  | Équipe                | Points                |
| --------------------- | --------------------- | --------------------- | --------------------- | --------------------- |
| 1er                   | Tiesj Benoot          | Belgique              | Team Sunweb           | 43 pts                |
| 2e                    | Maximilian Schachmann | Allemagne             | Bora-Hansgrohe        | 38 pts                |
| 3e                    | Sergio Higuita        | Colombie              | EF Pro Cycling        | 28 pts                |
| 4e                    | Julian Alaphilippe    | France                | Deceuninck-Quick Step | 22 pts                |
| 5e                    | Nairo Quintana        | Colombie              | Arkéa-Samsic          | 16 pts                |
| 6e                    | Michael Matthews      | Australie             | Team Sunweb           | 16 pts                |
| 7e                    | Søren Kragh Andersen  | Danemark              | Team Sunweb           | 15 pts                |
| 8e                    | Vincenzo Nibali       | Italie                | Trek-Segafredo        | 15 pts                |
| 9e                    | Andrea Pasqualon      | Italie                | Circus-Wanty Gobert   | 14 pts                |
| 10e                   | Thibaut Pinot         | France                | Groupama-FDJ          | 13 pts                |

| Classement par points | Classement par points | Classement par points | Classement par points | Classement par points |
| Coureur               | Coureur               | Pays                  | Équipe                | Points                |
| --------------------- | --------------------- | --------------------- | --------------------- | --------------------- |
| 1er                   | Tiesj Benoot          | Belgique              | Team Sunweb           | 43 pts                |
| 2e                    | Maximilian Schachmann | Allemagne             | Bora-Hansgrohe        | 38 pts                |
| 3e                    | Sergio Higuita        | Colombie              | EF Pro Cycling        | 28 pts                |
| 4e                    | Julian Alaphilippe    | France                | Deceuninck-Quick Step | 22 pts                |
| 5e                    | Nairo Quintana        | Colombie              | Arkéa-Samsic          | 16 pts                |
| 6e                    | Michael Matthews      | Australie             | Team Sunweb           | 16 pts                |
| 7e                    | Søren Kragh Andersen  | Danemark              | Team Sunweb           | 15 pts                |
| 8e                    | Vincenzo Nibali       | Italie                | Trek-Segafredo        | 15 pts                |
| 9e                    | Andrea Pasqualon      | Italie                | Circus-Wanty Gobert   | 14 pts                |
| 10e                   | Thibaut Pinot         | France                | Groupama-FDJ          | 13 pts                |

| Classement de la montagne | Classement de la montagne | Classement de la montagne | Classement de la montagne | Classement de la montagne |
| Coureur                   | Coureur                   | Pays                      | Équipe                    | Points                    |
| ------------------------- | ------------------------- | ------------------------- | ------------------------- | ------------------------- |
| 1er                       | Nicolas Edet              | France                    | Cofidis                   | 53 pts                    |
| 2e                        | Tiesj Benoot              | Belgique                  | Team Sunweb               | 19 pts                    |
| 3e                        | Thomas De Gendt           | Belgique                  | Lotto-Soudal              | 18 pts                    |
| 4e                        | Julian Alaphilippe        | France                    | Deceuninck-Quick Step     | 16 pts                    |
| 5e                        | Anthony Perez             | France                    | Cofidis                   | 15 pts                    |
| 6e                        | Nairo Quintana            | Colombie                  | Arkéa-Samsic              | 10 pts                    |
| 7e                        | Søren Kragh Andersen      | Danemark                  | Team Sunweb               | 8 pts                     |
| 8e                        | José Manuel Díaz          | Espagne                   | Nippo-Delko One Provence  | 7 pts                     |
| 9e                        | Vincenzo Nibali           | Italie                    | Trek-Segafredo            | 6 pts                     |
| 10e                       | Thibaut Pinot             | France                    | Groupama-FDJ              | 6 pts                     |

| Classement de la montagne | Classement de la montagne | Classement de la montagne | Classement de la montagne | Classement de la montagne |
| Coureur                   | Coureur                   | Pays                      | Équipe                    | Points                    |
| ------------------------- | ------------------------- | ------------------------- | ------------------------- | ------------------------- |
| 1er                       | Nicolas Edet              | France                    | Cofidis                   | 53 pts                    |
| 2e                        | Tiesj Benoot              | Belgique                  | Team Sunweb               | 19 pts                    |
| 3e                        | Thomas De Gendt           | Belgique                  | Lotto-Soudal              | 18 pts                    |
| 4e                        | Julian Alaphilippe        | France                    | Deceuninck-Quick Step     | 16 pts                    |
| 5e                        | Anthony Perez             | France                    | Cofidis                   | 15 pts                    |
| 6e                        | Nairo Quintana            | Colombie                  | Arkéa-Samsic              | 10 pts                    |
| 7e                        | Søren Kragh Andersen      | Danemark                  | Team Sunweb               | 8 pts                     |
| 8e                        | José Manuel Díaz          | Espagne                   | Nippo-Delko One Provence  | 7 pts                     |
| 9e                        | Vincenzo Nibali           | Italie                    | Trek-Segafredo            | 6 pts                     |
| 10e                       | Thibaut Pinot             | France                    | Groupama-FDJ              | 6 pts                     |

| Classement du meilleur jeune | Classement du meilleur jeune | Classement du meilleur jeune | Classement du meilleur jeune     | Classement du meilleur jeune |
| Coureur                      | Coureur                      | Pays                         | Équipe                           | Temps                        |
| ---------------------------- | ---------------------------- | ---------------------------- | -------------------------------- | ---------------------------- |
| 1er                          | Sergio Higuita               | Colombie                     | EF Pro Cycling                   | 27 h 15 min 22 s             |
| 2e                           | Aurélien Paret-Peintre       | France                       | AG2R La Mondiale                 | + 15 min 28 s                |
| 3e                           | Kasper Asgreen               | Danemark                     | Deceuninck-Quick Step            | + 25 min 57 s                |
| 4e                           | Cees Bol                     | Pays-Bas                     | Team Sunweb                      | + 31 min 02 s                |
| 5e                           | Connor Swift                 | Royaume-Uni                  | Arkéa-Samsic                     | + 38 min 48 s                |
| 6e                           | José Manuel Díaz             | Espagne                      | Nippo-Delko One Provence         | + 39 min 14 s                |
| 7e                           | Chris Hamilton               | Australie                    | Team Sunweb                      | + 43 min 02 s                |
| 8e                           | Piet Allegaert               | Belgique                     | Cofidis                          | + 50 min 56 s                |
| 9e                           | Cyril Barthe                 | France                       | B&B Hotels-Vital Concept p/b KTM | + 54 min 24 s                |

| Classement du meilleur jeune | Classement du meilleur jeune | Classement du meilleur jeune | Classement du meilleur jeune     | Classement du meilleur jeune |
| Coureur                      | Coureur                      | Pays                         | Équipe                           | Temps                        |
| ---------------------------- | ---------------------------- | ---------------------------- | -------------------------------- | ---------------------------- |
| 1er                          | Sergio Higuita               | Colombie                     | EF Pro Cycling                   | 27 h 15 min 22 s             |
| 2e                           | Aurélien Paret-Peintre       | France                       | AG2R La Mondiale                 | + 15 min 28 s                |
| 3e                           | Kasper Asgreen               | Danemark                     | Deceuninck-Quick Step            | + 25 min 57 s                |
| 4e                           | Cees Bol                     | Pays-Bas                     | Team Sunweb                      | + 31 min 02 s                |
| 5e                           | Connor Swift                 | Royaume-Uni                  | Arkéa-Samsic                     | + 38 min 48 s                |
| 6e                           | José Manuel Díaz             | Espagne                      | Nippo-Delko One Provence         | + 39 min 14 s                |
| 7e                           | Chris Hamilton               | Australie                    | Team Sunweb                      | + 43 min 02 s                |
| 8e                           | Piet Allegaert               | Belgique                     | Cofidis                          | + 50 min 56 s                |
| 9e                           | Cyril Barthe                 | France                       | B&B Hotels-Vital Concept p/b KTM | + 54 min 24 s                |

| Classement par équipes | Classement par équipes | Classement par équipes | Classement par équipes |
| Équipe                 | Équipe                 | Pays                   | Temps                  |
| ---------------------- | ---------------------- | ---------------------- | ---------------------- |
| 1re                    | Team Sunweb            | Allemagne              | 81 h 52 min 39 s       |
| 2e                     | Groupama-FDJ           | France                 | + 3 min 25 s           |
| 3e                     | Trek-Segafredo         | États-Unis             | + 9 min 19 s           |
| 4e                     | Lotto Soudal           | Belgique               | + 15 min 31 s          |
| 5e                     | EF Pro Cycling         | États-Unis             | + 19 min 17 s          |
| 6e                     | Deceuninck-Quick Step  | Belgique               | + 21 min 06 s          |
| 7e                     | Bora-Hansgrohe         | Allemagne              | + 24 min 38 s          |
| 8e                     | Circus-Wanty Gobert    | Belgique               | + 30 min 51 s          |
| 9e                     | AG2R La Mondiale       | France                 | + 33 min 41 s          |
| 10e                    | Arkéa-Samsic           | France                 | + 43 min 03 s          |

| Classement par équipes | Classement par équipes | Classement par équipes | Classement par équipes |
| Équipe                 | Équipe                 | Pays                   | Temps                  |
| ---------------------- | ---------------------- | ---------------------- | ---------------------- |
| 1re                    | Team Sunweb            | Allemagne              | 81 h 52 min 39 s       |
| 2e                     | Groupama-FDJ           | France                 | + 3 min 25 s           |
| 3e                     | Trek-Segafredo         | États-Unis             | + 9 min 19 s           |
| 4e                     | Lotto Soudal           | Belgique               | + 15 min 31 s          |
| 5e                     | EF Pro Cycling         | États-Unis             | + 19 min 17 s          |
| 6e                     | Deceuninck-Quick Step  | Belgique               | + 21 min 06 s          |
| 7e                     | Bora-Hansgrohe         | Allemagne              | + 24 min 38 s          |
| 8e                     | Circus-Wanty Gobert    | Belgique               | + 30 min 51 s          |
| 9e                     | AG2R La Mondiale       | France                 | + 33 min 41 s          |
| 10e                    | Arkéa-Samsic           | France                 | + 43 min 03 s          |

## Classements UCI
La course attribue des points au Classement mondial UCI 2020 selon le barème suivant.
| Position           | 1er | 2e  | 3e  | 4e  | 5e  | 6e  | 7e  | 8e  | 9e  | 10e | 11e | 12e | 13e | 14e | 15e | 16e à 20e | 21e à 30e | 31e à 50e | 51e à 55e | 56e à 60e |
| Classement général | 500 | 400 | 325 | 275 | 225 | 175 | 150 | 125 | 100 | 80  | 70  | 60  | 50  | 40  | 35  | 30        | 20        | 10        | 5         | 3         |
| Par étapes         | 60  | 25  | 10  |     |     |     |     |     |     |     |     |     |     |     |     |           |           |           |           |           |
| Leader             | 10  |     |     |     |     |     |     |     |     |     |     |     |     |     |     |           |           |           |           |           |

## Évolution des classements
Le classement général, dont le leader porte le maillot jaune, s'établit en additionnant les temps réalisés à chaque étape, puis en ôtant d'éventuelles bonifications (10, 6 et 4 s à l'arrivée des étapes en ligne et 3, 2 et 1 s à chaque sprint intermédiaire). En cas d'égalité, les critères de départage, dans l'ordre, sont : centièmes de seconde enregistrés lors du contre-la-montre, addition des places obtenues lors de chaque étape, place obtenue lors de la dernière étape.
Le classement par points, dont le leader porte le maillot vert, est l'addition des points attribués à l'arrivée des étapes (15, 12, 9 et 7 points, puis en ôtant 1 pt par place perdue jusqu'au 10e, qui reçoit donc 1 pt) et aux sprints intermédiaires (3, 2 et 1 points). En cas d'égalité de points, les critères de départage, dans l'ordre, sont : nombre de victoires d'étape, de sprints intermédiaires, classement général.
Le classement du meilleur grimpeur, dont le leader porte le maillot à pois, consiste en l'addition des points obtenus au sommet des ascensions de 1re (10, 8, 6, 4, 3, 2 et 1 pts), 2e (7, 5, 3, 2 et 1 pts) et 3e (4, 2 et 1 pts) catégorie. En cas d'égalité de points, les critères de départage, dans l'ordre, sont : nombre de premières places dans les ascensions de 1re, puis de 2e, enfin de 3e catégorie, classement général.
Le classement du meilleur jeune, dont le leader porte le maillot blanc, est le classement général des coureurs nés depuis le 1er janvier 1995.
Le classement par équipes de l'étape est l'addition des trois meilleurs temps individuels de chaque équipe. En cas d'égalité, les critères de départage, dans l'ordre, sont : addition des places des trois premiers coureurs des équipes concernées, place du meilleur coureur sur l'étape. Calculer le classement par équipes revient à additionner les classements par équipes de chaque étape. En cas d'égalité, les critères de départage, dans l'ordre, sont : nombre de premières places dans le classement par équipes du jour, nombre de deuxièmes places dans le classement par équipes du jour, etc., place au classement général du meilleur coureur des équipes concernées.
| Étape              | Vainqueur             | Classement général    | Classement par points | Classement de la montagne | Classement du meilleur jeune | Classement par équipes |
| ------------------ | --------------------- | --------------------- | --------------------- | ------------------------- | ---------------------------- | ---------------------- |
| 1                  | Maximilian Schachmann | Maximilian Schachmann | Maximilian Schachmann | Jonathan Hivert           | Cees Bol                     | Sunweb                 |
| 2                  | Giacomo Nizzolo       | Maximilian Schachmann | Maximilian Schachmann | Jonathan Hivert           | Sergio Higuita               | Israel Start-Up Nation |
| 3                  | Iván García Cortina   | Maximilian Schachmann | Giacomo Nizzolo       | Jonathan Hivert           | Sergio Higuita               | Israel Start-Up Nation |
| 4                  | Søren Kragh Andersen  | Maximilian Schachmann | Maximilian Schachmann | Jonathan Hivert           | Sergio Higuita               | Bora-Hansgrohe         |
| 5                  | Niccolò Bonifazio     | Maximilian Schachmann | Maximilian Schachmann | Jonathan Hivert           | Sergio Higuita               | Bora-Hansgrohe         |
| 6                  | Tiesj Benoot          | Maximilian Schachmann | Maximilian Schachmann | Nicolas Edet              | Sergio Higuita               | Sunweb                 |
| 7                  | Nairo Quintana        | Maximilian Schachmann | Tiesj Benoot          | Nicolas Edet              | Sergio Higuita               | Sunweb                 |
| Classements finals | Classements finals    | Maximilian Schachmann | Tiesj Benoot          | Nicolas Edet              | Sergio Higuita               | Sunweb                 |

## Liste des participants
- Liste de départ complète

| Légende                             | Légende                                                                                         | Légende                         | Légende                                                                                                  |
| ----------------------------------- | ----------------------------------------------------------------------------------------------- | ------------------------------- | --- |
| Num                                 | Dossard de départ porté par le coureur sur ce Paris-Nice                                        | Pos                             | Position finale au classement général                                                                    |
| Leader du classement général        | Indique le vainqueur du classement général                                                      | Leader du classement par points | Indique le vainqueur du classement par points                                                            |
| Leader du classement de la montagne | Indique le vainqueur du classement de la montagne                                               |                                 | Indique un maillot de champion national ou mondial, suivi de sa spécialité                               |
| #                                   | Indique la meilleure équipe                                                                     | NP                              | Indique un coureur qui n'a pas pris le départ d'une étape, suivi du numéro de l'étape où il s'est retiré |
| AB                                  | Indique un coureur qui n'a pas terminé une étape, suivi du numéro de l'étape où il s'est retiré | HD                              | Indique un coureur qui a terminé une étape hors des délais, suivi du numéro de l'étape                   |
| DSQ                                 | Indique un coureur qui a été disqualifié de la course, suivi du numéro de l'étape               |                                 | |

| Trek-Segafredo TFS | Trek-Segafredo TFS          | Trek-Segafredo TFS |
| ------------------ | --------------------------- | ------------------ |
| Num                | Coureur                     | Pos                |
| 1                  | Richie Porte (AUS)          | 41e                |
| 2                  | Mads Pedersen (DEN) (route) | NP-7               |
| 3                  | Kenny Elissonde (FRA)       | 35e                |
| 4                  | Alex Kirsch (LUX)           | NP-7               |
| 5                  | Ryan Mullen (IRL)           | AB-6               |
| 6                  | Vincenzo Nibali (ITA)       | 4e                 |
| 7                  | Jasper Stuyven (BEL)        | 13e                |
| 8                  | Edward Theuns (BEL)         | 53e                |

| Arkéa-Samsic ARK | Arkéa-Samsic ARK             | Arkéa-Samsic ARK |
| ---------------- | ---------------------------- | ---------------- |
| Num              | Coureur                      | Pos              |
| 11               | Nairo Quintana (COL)         | 6e               |
| 12               | Winner Anacona (COL)         | 32e              |
| 13               | Warren Barguil (FRA) (route) | DQ-1             |
| 14               | Nacer Bouhanni (FRA)         | NP-7             |
| 15               | Daniel McLay (GBR)           | NP-7             |
| 16               | Dayer Quintana (COL)         | 51e              |
| 17               | Diego Rosa (ITA)             | AB-5             |
| 18               | Connor Swift (GBR)           | 43e              |

| Groupama-FDJ GFC | Groupama-FDJ GFC         | Groupama-FDJ GFC |
| ---------------- | ------------------------ | ---------------- |
| Num              | Coureur                  | Pos              |
| 21               | Thibaut Pinot (FRA)      | 5e               |
| 22               | Antoine Duchesne (CAN)   | 46e              |
| 23               | Stefan Küng (SUI)        | 29e              |
| 24               | Matthieu Ladagnous (FRA) | 39e              |
| 25               | Olivier Le Gac (FRA)     | 18e              |
| 26               | Tobias Ludvigsson (SWE)  | NP-7             |
| 27               | Rudy Molard (FRA)        | 7e               |
| 28               | Marc Sarreau (FRA)       | NP-7             |

| Bora-Hansgrohe BOH | Bora-Hansgrohe BOH                  | Bora-Hansgrohe BOH |
| ------------------ | ----------------------------------- | ------------------ |
| Num                | Coureur                             | Pos                |
| 31                 | Peter Sagan (SVK)                   | NP-7               |
| 32                 | Pascal Ackermann (GER)              | AB-5               |
| 33                 | Jempy Drucker (LUX)                 | AB-6               |
| 34                 | Felix Großschartner (AUT)           | 9e                 |
| 35                 | Patrick Konrad (AUT)                | 34e                |
| 36                 | Juraj Sagan (SVK) (route)           | NP-7               |
| 37                 | Maximilian Schachmann (GER) (route) | 1er                |
| 38                 | Michael Schwarzmann (GER)           | NP-7               |

| Deceuninck-Quick Step DQT | Deceuninck-Quick Step DQT           | Deceuninck-Quick Step DQT |
| ------------------------- | ----------------------------------- | ------------------------- |
| Num                       | Coureur                             | Pos                       |
| 41                        | Julian Alaphilippe (FRA)            | 16e                       |
| 42                        | Kasper Asgreen (DEN)                | 30e                       |
| 43                        | Sam Bennett (IRL) (route)           | NP-4                      |
| 44                        | Tim Declercq (BEL)                  | 31e                       |
| 45                        | Bob Jungels (LUX) (route et chrono) | 15e                       |
| 46                        | Yves Lampaert (BEL)                 | NP-7                      |
| 47                        | Michael Mørkøv (DEN) (route)        | 52e                       |
| 48                        | Zdeněk Štybar (CZE)                 | 20e                       |

| AG2R La Mondiale ALM | AG2R La Mondiale ALM         | AG2R La Mondiale ALM |
| -------------------- | ---------------------------- | -------------------- |
| Num                  | Coureur                      | Pos                  |
| 51                   | Romain Bardet (FRA)          | 19e                  |
| 52                   | Mikaël Cherel (FRA)          | 28e                  |
| 53                   | Benoît Cosnefroy (FRA)       | NP-7                 |
| 54                   | Alexis Gougeard (FRA)        | NP-7                 |
| 55                   | Pierre Latour (FRA)          | NP-7                 |
| 56                   | Oliver Naesen (BEL)          | AB-5                 |
| 57                   | Aurélien Paret-Peintre (FRA) | 21e                  |
| 58                   | Nans Peters (FRA)            | NP-7                 |

| Lotto-Soudal LTS | Lotto-Soudal LTS       | Lotto-Soudal LTS |
| ---------------- | ---------------------- | ---------------- |
| Num              | Coureur                | Pos              |
| 61               | Philippe Gilbert (BEL) | 14e              |
| 62               | Sander Armée (BEL)     | 60e              |
| 63               | Jasper De Buyst (BEL)  | NP-6             |
| 64               | Thomas De Gendt (BEL)  | 25e              |
| 65               | John Degenkolb (GER)   | 17e              |
| 66               | Caleb Ewan (AUS)       | NP-6             |
| 67               | Frederik Frison (BEL)  | NP-7             |
| 68               | Roger Kluge (GER)      | NP-7             |

| Cofidis COF | Cofidis COF                | Cofidis COF |
| ----------- | -------------------------- | ----------- |
| Num         | Coureur                    | Pos         |
| 71          | Elia Viviani (ITA) (route) | NP-6        |
| 72          | Piet Allegaert (BEL)       | 54e         |
| 73          | Nicolas Edet (FRA)         | 48e         |
| 74          | Cyril Lemoine (FRA)        | NP-7        |
| 75          | Guillaume Martin (FRA)     | 12e         |
| 76          | Anthony Perez (FRA)        | 56e         |
| 77          | Damien Touzé (FRA)         | NP-7        |
| 78          | Julien Vermote (BEL)       | 42e         |

| Bahrain McLaren TBM | Bahrain McLaren TBM       | Bahrain McLaren TBM |
| ------------------- | ------------------------- | ------------------- |
| Num                 | Coureur                   | Pos                 |
| 81                  | Dylan Teuns (BEL)         | NP-6                |
| 82                  | Pello Bilbao (ESP)        | NP-6                |
| 83                  | Damiano Caruso (ITA)      | NP-6                |
| 84                  | Iván García Cortina (ESP) | NP-6                |
| 85                  | Heinrich Haussler (AUS)   | NP-6                |
| 86                  | Domen Novak (SLO) (route) | NP-6                |
| 87                  | Hermann Pernsteiner (AUT) | NP-6                |
| 88                  | Jan Tratnik (SLO)         | NP-6                |

| Team Sunweb SUN | Team Sunweb SUN            | Team Sunweb SUN |
| --------------- | -------------------------- | --------------- |
| Num             | Coureur                    | Pos             |
| 91              | Michael Matthews (AUS)     | 26e             |
| 92              | Nikias Arndt (GER)         | 23e             |
| 93              | Tiesj Benoot (BEL)         | 2e              |
| 94              | Cees Bol (NED)             | 38e             |
| 95              | Nico Denz (GER)            | 61e             |
| 96              | Nils Eekhoff (NED)         | AB-6            |
| 97              | Chris Hamilton (AUS)       | 50e             |
| 98              | Søren Kragh Andersen (DEN) | 10e             |

| EF Pro Cycling EF1 | EF Pro Cycling EF1           | EF Pro Cycling EF1 |
| ------------------ | ---------------------------- | ------------------ |
| Num                | Coureur                      | Pos                |
| 101                | Sergio Higuita (COL) (route) | 3e                 |
| 102                | Alberto Bettiol (ITA)        | 44e                |
| 103                | Lawson Craddock (USA)        | AB-5               |
| 104                | Tanel Kangert (EST)          | 8e                 |
| 105                | Thomas Scully (NZL)          | NP-7               |
| 106                | Tejay van Garderen (USA)     | AB-5               |
| 107                | Sep Vanmarcke (BEL)          | NP-7               |
| 108                | Michael Woods (CAN)          | AB-5               |

| Total Direct Énergie TDE | Total Direct Énergie TDE | Total Direct Énergie TDE |
| ------------------------ | ------------------------ | ------------------------ |
| Num                      | Coureur                  | Pos                      |
| 111                      | Lilian Calmejane (FRA)   | NP-7                     |
| 112                      | Niccolò Bonifazio (ITA)  | AB-6                     |
| 113                      | Jonathan Hivert (FRA)    | NP-7                     |
| 114                      | Adrien Petit (FRA)       | NP-7                     |
| 115                      | Julien Simon (FRA)       | AB-6                     |
| 116                      | Niki Terpstra (NED)      | 58e                      |
| 117                      | Anthony Turgis (FRA)     | NP-7                     |
| 118                      | Dries Van Gestel (BEL)   | 59e                      |

| NTT Pro Cycling NTT | NTT Pro Cycling NTT      | NTT Pro Cycling NTT |
| ------------------- | ------------------------ | ------------------- |
| Num                 | Coureur                  | Pos                 |
| 121                 | Giacomo Nizzolo (ITA)    | AB-6                |
| 122                 | Victor Campenaerts (BEL) | NP-7                |
| 123                 | Ryan Gibbons (RSA)       | 47e                 |
| 124                 | Michael Gogl (AUT)       | NP-7                |
| 125                 | Michael Valgren (DEN)    | 27e                 |
| 126                 | Roman Kreuziger (CZE)    | 24e                 |
| 127                 | Ben O'Connor (AUS)       | NP-7                |
| 128                 | Max Walscheid (GER)      | NP-4                |

| Israel Start-Up Nation ISN | Israel Start-Up Nation ISN | Israel Start-Up Nation ISN |
| -------------------------- | -------------------------- | -------------------------- |
| Num                        | Coureur                    | Pos                        |
| 131                        | Nils Politt (GER)          | NP-7                       |
| 132                        | Rudy Barbier (FRA)         | NP-6                       |
| 133                        | Jenthe Biermans (BEL)      | NP-7                       |
| 134                        | Guillaume Boivin (CAN)     | NP-4                       |
| 135                        | Hugo Hofstetter (FRA)      | AB-6                       |
| 136                        | Krists Neilands (LAT)      | NP-6                       |
| 137                        | Mads Würtz Schmidt (DEN)   | AB-6                       |
| 138                        | Tom Van Asbroeck (BEL)     | NP-7                       |

| Nippo-Delko One Provence NDP | Nippo-Delko One Provence NDP | Nippo-Delko One Provence NDP |
| ---------------------------- | ---------------------------- | ---------------------------- |
| Num                          | Coureur                      | Pos                          |
| 141                          | Julien El Fares (FRA)        | AB-5                         |
| 142                          | Pierre Barbier (FRA)         | HD-1                         |
| 143                          | Romain Combaud (FRA)         | 37e                          |
| 144                          | José Manuel Díaz (ESP)       | 45e                          |
| 145                          | Ramūnas Navardauskas (LTU)   | NP-7                         |
| 146                          | Dušan Rajović (SRB)          | NP-7                         |
| 147                          | Evaldas Šiškevičius (LTU)    | 49e                          |
| 148                          | Julien Trarieux (FRA)        | 55e                          |

| Circus-Wanty Gobert CWG | Circus-Wanty Gobert CWG    | Circus-Wanty Gobert CWG |
| ----------------------- | -------------------------- | ----------------------- |
| Num                     | Coureur                    | Pos                     |
| 151                     | Xandro Meurisse (BEL)      | 22e                     |
| 152                     | Aimé De Gendt (BEL)        | NP-7                    |
| 153                     | Tom Devriendt (BEL)        | AB-6                    |
| 154                     | Fabien Doubey (FRA)        | 11e                     |
| 155                     | Andrea Pasqualon (ITA)     | 36e                     |
| 156                     | Boy van Poppel (NED)       | NP-7                    |
| 157                     | Danny van Poppel (NED)     | AB-1                    |
| 158                     | Pieter Vanspeybrouck (BEL) | NP-7                    |

| B&B Hotels-Vital Concept p/b KTM BVC | B&B Hotels-Vital Concept p/b KTM BVC | B&B Hotels-Vital Concept p/b KTM BVC |
| ------------------------------------ | ------------------------------------ | ------------------------------------ |
| Num                                  | Coureur                              | Pos                                  |
| 161                                  | Bryan Coquard (FRA)                  | NP-7                                 |
| 162                                  | Frederik Backaert (BEL)              | AB-5                                 |
| 163                                  | Cyril Barthe (FRA)                   | 57e                                  |
| 164                                  | Jens Debusschere (BEL)               | NP-7                                 |
| 165                                  | Cyril Gautier (FRA)                  | AB-6                                 |
| 166                                  | Quentin Pacher (FRA)                 | 40e                                  |
| 167                                  | Kévin Réza (FRA)                     | AB-6                                 |
| 168                                  | Sebastian Schönberger (AUT)          | 33e                                  |

| Trek-Segafredo TFS | Trek-Segafredo TFS          | Trek-Segafredo TFS |
| ------------------ | --------------------------- | ------------------ |
| Num                | Coureur                     | Pos                |
| 1                  | Richie Porte (AUS)          | 41e                |
| 2                  | Mads Pedersen (DEN) (route) | NP-7               |
| 3                  | Kenny Elissonde (FRA)       | 35e                |
| 4                  | Alex Kirsch (LUX)           | NP-7               |
| 5                  | Ryan Mullen (IRL)           | AB-6               |
| 6                  | Vincenzo Nibali (ITA)       | 4e                 |
| 7                  | Jasper Stuyven (BEL)        | 13e                |
| 8                  | Edward Theuns (BEL)         | 53e                |

| Arkéa-Samsic ARK | Arkéa-Samsic ARK             | Arkéa-Samsic ARK |
| ---------------- | ---------------------------- | ---------------- |
| Num              | Coureur                      | Pos              |
| 11               | Nairo Quintana (COL)         | 6e               |
| 12               | Winner Anacona (COL)         | 32e              |
| 13               | Warren Barguil (FRA) (route) | DQ-1             |
| 14               | Nacer Bouhanni (FRA)         | NP-7             |
| 15               | Daniel McLay (GBR)           | NP-7             |
| 16               | Dayer Quintana (COL)         | 51e              |
| 17               | Diego Rosa (ITA)             | AB-5             |
| 18               | Connor Swift (GBR)           | 43e              |

| Groupama-FDJ GFC | Groupama-FDJ GFC         | Groupama-FDJ GFC |
| ---------------- | ------------------------ | ---------------- |
| Num              | Coureur                  | Pos              |
| 21               | Thibaut Pinot (FRA)      | 5e               |
| 22               | Antoine Duchesne (CAN)   | 46e              |
| 23               | Stefan Küng (SUI)        | 29e              |
| 24               | Matthieu Ladagnous (FRA) | 39e              |
| 25               | Olivier Le Gac (FRA)     | 18e              |
| 26               | Tobias Ludvigsson (SWE)  | NP-7             |
| 27               | Rudy Molard (FRA)        | 7e               |
| 28               | Marc Sarreau (FRA)       | NP-7             |

| Bora-Hansgrohe BOH | Bora-Hansgrohe BOH                  | Bora-Hansgrohe BOH |
| ------------------ | ----------------------------------- | ------------------ |
| Num                | Coureur                             | Pos                |
| 31                 | Peter Sagan (SVK)                   | NP-7               |
| 32                 | Pascal Ackermann (GER)              | AB-5               |
| 33                 | Jempy Drucker (LUX)                 | AB-6               |
| 34                 | Felix Großschartner (AUT)           | 9e                 |
| 35                 | Patrick Konrad (AUT)                | 34e                |
| 36                 | Juraj Sagan (SVK) (route)           | NP-7               |
| 37                 | Maximilian Schachmann (GER) (route) | 1er                |
| 38                 | Michael Schwarzmann (GER)           | NP-7               |

| Deceuninck-Quick Step DQT | Deceuninck-Quick Step DQT           | Deceuninck-Quick Step DQT |
| ------------------------- | ----------------------------------- | ------------------------- |
| Num                       | Coureur                             | Pos                       |
| 41                        | Julian Alaphilippe (FRA)            | 16e                       |
| 42                        | Kasper Asgreen (DEN)                | 30e                       |
| 43                        | Sam Bennett (IRL) (route)           | NP-4                      |
| 44                        | Tim Declercq (BEL)                  | 31e                       |
| 45                        | Bob Jungels (LUX) (route et chrono) | 15e                       |
| 46                        | Yves Lampaert (BEL)                 | NP-7                      |
| 47                        | Michael Mørkøv (DEN) (route)        | 52e                       |
| 48                        | Zdeněk Štybar (CZE)                 | 20e                       |

| AG2R La Mondiale ALM | AG2R La Mondiale ALM         | AG2R La Mondiale ALM |
| -------------------- | ---------------------------- | -------------------- |
| Num                  | Coureur                      | Pos                  |
| 51                   | Romain Bardet (FRA)          | 19e                  |
| 52                   | Mikaël Cherel (FRA)          | 28e                  |
| 53                   | Benoît Cosnefroy (FRA)       | NP-7                 |
| 54                   | Alexis Gougeard (FRA)        | NP-7                 |
| 55                   | Pierre Latour (FRA)          | NP-7                 |
| 56                   | Oliver Naesen (BEL)          | AB-5                 |
| 57                   | Aurélien Paret-Peintre (FRA) | 21e                  |
| 58                   | Nans Peters (FRA)            | NP-7                 |

| Lotto-Soudal LTS | Lotto-Soudal LTS       | Lotto-Soudal LTS |
| ---------------- | ---------------------- | ---------------- |
| Num              | Coureur                | Pos              |
| 61               | Philippe Gilbert (BEL) | 14e              |
| 62               | Sander Armée (BEL)     | 60e              |
| 63               | Jasper De Buyst (BEL)  | NP-6             |
| 64               | Thomas De Gendt (BEL)  | 25e              |
| 65               | John Degenkolb (GER)   | 17e              |
| 66               | Caleb Ewan (AUS)       | NP-6             |
| 67               | Frederik Frison (BEL)  | NP-7             |
| 68               | Roger Kluge (GER)      | NP-7             |

| Cofidis COF | Cofidis COF                | Cofidis COF |
| ----------- | -------------------------- | ----------- |
| Num         | Coureur                    | Pos         |
| 71          | Elia Viviani (ITA) (route) | NP-6        |
| 72          | Piet Allegaert (BEL)       | 54e         |
| 73          | Nicolas Edet (FRA)         | 48e         |
| 74          | Cyril Lemoine (FRA)        | NP-7        |
| 75          | Guillaume Martin (FRA)     | 12e         |
| 76          | Anthony Perez (FRA)        | 56e         |
| 77          | Damien Touzé (FRA)         | NP-7        |
| 78          | Julien Vermote (BEL)       | 42e         |

| Bahrain McLaren TBM | Bahrain McLaren TBM       | Bahrain McLaren TBM |
| ------------------- | ------------------------- | ------------------- |
| Num                 | Coureur                   | Pos                 |
| 81                  | Dylan Teuns (BEL)         | NP-6                |
| 82                  | Pello Bilbao (ESP)        | NP-6                |
| 83                  | Damiano Caruso (ITA)      | NP-6                |
| 84                  | Iván García Cortina (ESP) | NP-6                |
| 85                  | Heinrich Haussler (AUS)   | NP-6                |
| 86                  | Domen Novak (SLO) (route) | NP-6                |
| 87                  | Hermann Pernsteiner (AUT) | NP-6                |
| 88                  | Jan Tratnik (SLO)         | NP-6                |

| Team Sunweb SUN | Team Sunweb SUN            | Team Sunweb SUN |
| --------------- | -------------------------- | --------------- |
| Num             | Coureur                    | Pos             |
| 91              | Michael Matthews (AUS)     | 26e             |
| 92              | Nikias Arndt (GER)         | 23e             |
| 93              | Tiesj Benoot (BEL)         | 2e              |
| 94              | Cees Bol (NED)             | 38e             |
| 95              | Nico Denz (GER)            | 61e             |
| 96              | Nils Eekhoff (NED)         | AB-6            |
| 97              | Chris Hamilton (AUS)       | 50e             |
| 98              | Søren Kragh Andersen (DEN) | 10e             |

| EF Pro Cycling EF1 | EF Pro Cycling EF1           | EF Pro Cycling EF1 |
| ------------------ | ---------------------------- | ------------------ |
| Num                | Coureur                      | Pos                |
| 101                | Sergio Higuita (COL) (route) | 3e                 |
| 102                | Alberto Bettiol (ITA)        | 44e                |
| 103                | Lawson Craddock (USA)        | AB-5               |
| 104                | Tanel Kangert (EST)          | 8e                 |
| 105                | Thomas Scully (NZL)          | NP-7               |
| 106                | Tejay van Garderen (USA)     | AB-5               |
| 107                | Sep Vanmarcke (BEL)          | NP-7               |
| 108                | Michael Woods (CAN)          | AB-5               |

| Total Direct Énergie TDE | Total Direct Énergie TDE | Total Direct Énergie TDE |
| ------------------------ | ------------------------ | ------------------------ |
| Num                      | Coureur                  | Pos                      |
| 111                      | Lilian Calmejane (FRA)   | NP-7                     |
| 112                      | Niccolò Bonifazio (ITA)  | AB-6                     |
| 113                      | Jonathan Hivert (FRA)    | NP-7                     |
| 114                      | Adrien Petit (FRA)       | NP-7                     |
| 115                      | Julien Simon (FRA)       | AB-6                     |
| 116                      | Niki Terpstra (NED)      | 58e                      |
| 117                      | Anthony Turgis (FRA)     | NP-7                     |
| 118                      | Dries Van Gestel (BEL)   | 59e                      |

| NTT Pro Cycling NTT | NTT Pro Cycling NTT      | NTT Pro Cycling NTT |
| ------------------- | ------------------------ | ------------------- |
| Num                 | Coureur                  | Pos                 |
| 121                 | Giacomo Nizzolo (ITA)    | AB-6                |
| 122                 | Victor Campenaerts (BEL) | NP-7                |
| 123                 | Ryan Gibbons (RSA)       | 47e                 |
| 124                 | Michael Gogl (AUT)       | NP-7                |
| 125                 | Michael Valgren (DEN)    | 27e                 |
| 126                 | Roman Kreuziger (CZE)    | 24e                 |
| 127                 | Ben O'Connor (AUS)       | NP-7                |
| 128                 | Max Walscheid (GER)      | NP-4                |

| Israel Start-Up Nation ISN | Israel Start-Up Nation ISN | Israel Start-Up Nation ISN |
| -------------------------- | -------------------------- | -------------------------- |
| Num                        | Coureur                    | Pos                        |
| 131                        | Nils Politt (GER)          | NP-7                       |
| 132                        | Rudy Barbier (FRA)         | NP-6                       |
| 133                        | Jenthe Biermans (BEL)      | NP-7                       |
| 134                        | Guillaume Boivin (CAN)     | NP-4                       |
| 135                        | Hugo Hofstetter (FRA)      | AB-6                       |
| 136                        | Krists Neilands (LAT)      | NP-6                       |
| 137                        | Mads Würtz Schmidt (DEN)   | AB-6                       |
| 138                        | Tom Van Asbroeck (BEL)     | NP-7                       |

| Nippo-Delko One Provence NDP | Nippo-Delko One Provence NDP | Nippo-Delko One Provence NDP |
| ---------------------------- | ---------------------------- | ---------------------------- |
| Num                          | Coureur                      | Pos                          |
| 141                          | Julien El Fares (FRA)        | AB-5                         |
| 142                          | Pierre Barbier (FRA)         | HD-1                         |
| 143                          | Romain Combaud (FRA)         | 37e                          |
| 144                          | José Manuel Díaz (ESP)       | 45e                          |
| 145                          | Ramūnas Navardauskas (LTU)   | NP-7                         |
| 146                          | Dušan Rajović (SRB)          | NP-7                         |
| 147                          | Evaldas Šiškevičius (LTU)    | 49e                          |
| 148                          | Julien Trarieux (FRA)        | 55e                          |

| Circus-Wanty Gobert CWG | Circus-Wanty Gobert CWG    | Circus-Wanty Gobert CWG |
| ----------------------- | -------------------------- | ----------------------- |
| Num                     | Coureur                    | Pos                     |
| 151                     | Xandro Meurisse (BEL)      | 22e                     |
| 152                     | Aimé De Gendt (BEL)        | NP-7                    |
| 153                     | Tom Devriendt (BEL)        | AB-6                    |
| 154                     | Fabien Doubey (FRA)        | 11e                     |
| 155                     | Andrea Pasqualon (ITA)     | 36e                     |
| 156                     | Boy van Poppel (NED)       | NP-7                    |
| 157                     | Danny van Poppel (NED)     | AB-1                    |
| 158                     | Pieter Vanspeybrouck (BEL) | NP-7                    |

| B&B Hotels-Vital Concept p/b KTM BVC | B&B Hotels-Vital Concept p/b KTM BVC | B&B Hotels-Vital Concept p/b KTM BVC |
| ------------------------------------ | ------------------------------------ | ------------------------------------ |
| Num                                  | Coureur                              | Pos                                  |
| 161                                  | Bryan Coquard (FRA)                  | NP-7                                 |
| 162                                  | Frederik Backaert (BEL)              | AB-5                                 |
| 163                                  | Cyril Barthe (FRA)                   | 57e                                  |
| 164                                  | Jens Debusschere (BEL)               | NP-7                                 |
| 165                                  | Cyril Gautier (FRA)                  | AB-6                                 |
| 166                                  | Quentin Pacher (FRA)                 | 40e                                  |
| 167                                  | Kévin Réza (FRA)                     | AB-6                                 |
| 168                                  | Sebastian Schönberger (AUT)          | 33e                                  |